# ももいろクローバーZ
ももいろクローバーZ（ももいろクローバーゼット）は、日本の女性アイドルグループ。私立恵比寿中学、超ときめき♡宣伝部などのグループと共にSTAR PLANET（通称：スタプラ）を構成する。
2014年には、国立競技場でのライブを女性グループとしては初めて行い、2日間で11万人を動員した。ライブの年間動員数においては、過去2度にわたり女性アーティスト1位を記録。2025年にメジャーデビュー15周年を迎えた。
愛称はももクロで、Zの文字を宙に書いて指を突き出す定番のポーズがある。少数精鋭でのパフォーマンスや天真爛漫なキャラクターなどを特長として、モノノフと呼ばれる独自のファン層を擁する。
日本オリンピック委員会が企画した『がんばれ!ニッポン!全員団結プロジェクト』のスペシャル応援団員として、メンバー全員が東京オリンピックの聖火ランナーを担当。女優としても活動し、グループ主演の映画『幕が上がる』で第39回日本アカデミー賞話題賞などを受賞した。

## 概説
「ピュアな女の子が、幸せを運びたい」という意味を込め、ももいろクローバーとして2008年5月17日に結成。サブリーダーであった早見あかりの脱退を機に、2011年4月11日にももいろクローバーZへ改名した。
結成当時は全員が中学・高校生であったため、週末ヒロインと称して土日を中心に活動を開始。メンバーは所属事務所内から選抜されたものの、“本当に有望な人材というわけではなく努力が必要”だと判断され、メディアに取り上げられることが少ないライブアイドルとして、数人の客を相手に路上ライブ等からのスタートを強いられた。
その後も、ワゴン車1台で車中泊をしながら全国各地のヤマダ電機を回り、店先で踊ってCDを手売りするなど数多くの下積みを経ており、グループ結成からメジャーデビューまでに約2年を費やした。今でもライブでは、ファンへの感謝を深く長いお辞儀で表すシーンが度々見受けられる。
ひたむきで気力あふれるライブパフォーマンスが特徴。すべてのライブにおいて、口パクではなく“生歌”でパフォーマンスを行い、ステージに向けて歌詞を表示するプロンプターも使用しない。自らのスタンスと呼応するように持ち歌は、夢や情熱を感じさせる応援ソングが多い。
メンバーの恋愛を禁止するルールはなく、本人たちや運営サイドは「ももクロの活動にはゴールがない」として、グループを続けながらメンバーは恋愛や結婚・出産することが可能となっている。
| 「                                            | ももクロはずーっと続いていくんだけれど、みんな順番にお休みしながら、うまい具合に20周年、30周年とやっていければ | 」 |
| —2019年、結成12年目におけるメンバーのコメント | |    |

水着など露出度の高い衣装は着ず、握手会などのいわゆる接触イベントも2012年を最後に実施していない。CDにイベント参加券などの特典を封入していないこともあり、シングルの売り上げは最高で10万枚前後に留まるものの、ライブに軸足を置いて活動し、動員数は60万人を超える年もあった（過去2度にわたり女性アーティスト1位を記録）。
国内最大級の音楽ライブ情報サービス「LiveFans」の“みんなで選ぶベストパフォーマンスアーティスト”では、2016～2018年の3年連続で女性アイドル部門1位を獲得した（2019年に同部門廃止）。2023年には国内最大規模の知名度・人気度調査「タレントパワーランキング」にて、女性音楽グループ部門で2位となった（1位はPerfume）。
ロックファンからも評価を受けることがあり、布袋寅泰や高見沢俊彦（THE ALFEE）らから楽曲提供を受け、アメリカのロックバンド・KISSとのコラボシングルもリリース。綾小路翔（氣志團）やhyde（L'Arc〜en〜Ciel）主催のロックフェスに毎年招へいされたり、国際的なハードロック・フェス『オズフェスト』へ出演した経験もある。

### 夢の変遷

まだ色分けはなく、全員“ももいろ”の衣装でパフォーマンス（2008年）。ファンはほとんどおらず、物珍しさに見物人が取り囲む

2008年の結成後、路上ライブを行っていた代々木公園はNHKホールに隣接していたため、紅白歌合戦への出場、という夢を抱くこととなった。
メジャーデビュー発表会見では、紅白とともに日本武道館でのライブ開催を目標として宣言。同時期にDVDで観た嵐の国立競技場公演にも感銘を受け、デパートの屋上でライブを行った際に国立競技場をイメージした舞台を設営するなど、より多くの人前で歌を届けることを夢見ていた。そして、長く愛されるグループとして前述の嵐やSMAP、ザ・ドリフターズのような存在を女性グループとして目指し始める。
数年をかけてさいたまスーパーアリーナでのライブを実現し、客席数の面からは“武道館の目標”に到達。アルバム『バトル アンド ロマンス』がCDショップ大賞を受賞し、グループの存在が一般的に知られるようになった。その後、目標の日本武道館でのライブが実現し、悲願であった紅白歌合戦出場も果たす。
紅白出場の翌日には、国立競技場でのライブ開催を、正式に次の目標として宣言。さらに、2020年のオリンピック開催地が東京に決まると、メンバー全員が祝福のコメントをブログで発信するとともに「開会式で歌いたい」という夢を掲げた（その後も、オリンピックを意識したライブを度々開催しており、「それぞれの国の文化を知る良い機会。若い世代として私たちも協力したい」と述べている）。
国立競技場は改修される運びとなっていたが、工事開始直前の時期に“ライブ開催”の夢は実現。女性グループでは初の快挙となり、2日間でのべ11万人が来場。夢のきっかけとなったグループである嵐からは、櫻井翔が鑑賞に訪れていた。
ライブ中にメンバーらは、以前から掲げていた同じ仲間で末永く続けられるグループになりたいという思いを観客に向けじっくりと語った。その際にリーダーの百田夏菜子は、夢について以下の様に述べている。
メンバー自らの提案で、東日本大震災の被災地である宮城県女川町と交流を続けたり、2016年に発生した熊本地震からの復興を支援するチャリティーライブなどを企画。被災地へ全員が炊き出しのボランティアとして非公式に訪れていた、というエピソードもある。
また、地方自治体と協働で“町おこし”を目指すライブ『ももクロ春の一大事』を毎年開催。2020年には新型コロナウイルス感染症の流行を受け、同ライブの歴代開催地や日本赤十字社などに対して、ファンからの募金とメンバーの寄付金を合わせた計2000万円を贈っている。

## 分析
『ももクロ論』の著者である桐原永叔（眞人堂株式会社代表）はメンバーの表現力について、常に生で歌いながら踊り続けるという負荷がかかることで、練習の再現ではない“一度きりの”生き生きとしたパフォーマンスにつながっているとし、次のように分析している。
| 「                                                    | ももクロのステージにつねに魅力的な即興性が現れるということはもちろんないが、高確率にそれが生み出される現場を、多くの大人たちは目撃した。その瞬間、彼女たちはステージの上で“生きている”。この生きている姿こそ、私たちを感動させるものの正体ではないか。 | 」 |
| —ももクロ論～水着と棘のコントラディクション～ (p.271) | |    |

X JAPANのYOSHIKIは自身のインターネット番組でグループとセッションした際、各メンバーのボーカルにオーラがあると述べた上で、「上手い人なんていくらでもいると思うんですよ。でも人の心を打てるという人はそんなにいない、それは別にどういうスタイルであっても。そういうものを持ってるから、すごい長い、こうやって10年間も（グループを）やってきたんじゃないかなと思いますよね」と評している。
日本音響研究所による歌唱中の音声解析においては、メンバーごとに歌い方の特徴が大きく異なり、それらが合わさった時に1/fゆらぎ（エフぶんのいち ゆらぎ）と呼ばれる、人に快適感やヒーリング効果を与える音声波形が認められた。
メンバーのキャラクターに関して脳科学者の中野信子は、“各々がカラー（個性）を持ちグループ内での役割が明確に異なること”が特徴であるとし、「それぞれの個性はぶつかることなく、すべての人が主役になり、成長できる場面が用意されている。それゆえ、お互いの個性ややり方、考え方を尊重するチームができあがっている」と分析している。

## メンバー

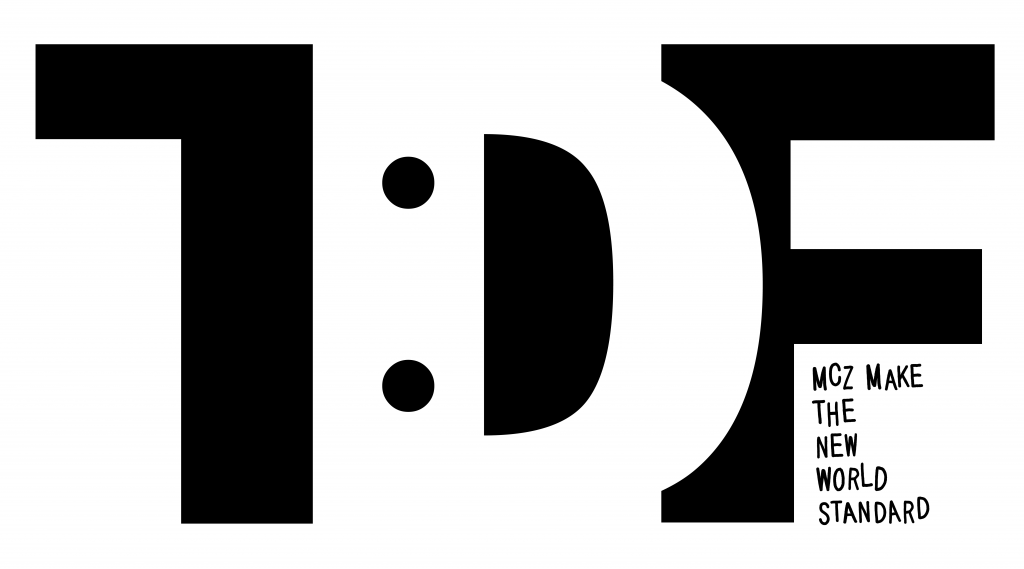
現4人体制はファン・スタッフを含め「Team Diamond Four（TDF）」と呼ばれる

フォーメーションにおいて「センター」は固定されておらず、曲によってメインとなるメンバーが入れ替わる。
- 赤色 - 百田夏菜子（ももた かなこ） - リーダー
- 黄色 - 玉井詩織（たまい しおり）
- ピンク色 - 佐々木彩夏（ささき あやか）
- 紫色 - 高城れに（たかぎ れに）

元メンバー
- 緑色 - 有安杏果 - 2018年1月21日まで
- 青色 - 早見あかり - 2011年4月10日まで
- インディーズデビュー前は、伊倉愛美・柏幸奈・高井つき奈・藤白すみれ・弓川留奈・和川未優が在籍

### 主なサポートメンバー
大規模なライブや音楽フェスでは、DOWNTOWN MOMOCLO BAND（DMB）と名付けたバックバンドをメンバ一4人が従え、生演奏・生歌での進行となる。
以下は、複数回出演したことのあるバンドメンバーである。（2023年8月現在）
- 武部聡志 - 音楽監督[注 6]
- 宗本康兵 - バンドマスター、キーボード
- 浅倉大介 - キーボード
- 村石雅行 - ドラムス
- 柏倉隆史 - ドラムス
- 菊地英二（THE YELLOW MONKEY） - ドラムス
- 藤原佑介 - ドラムス
- Mike Marrington - ドラムス
- 神保彰 - エレクトリック・ドラム（ゲスト）
- 安達貴史 - ベース
- 浜崎賢太 - ベース
- 真船勝博 - ベース
- やまもとひかる - ベース
- 吉田一郎 - ベース
- 佐藤大剛 - ギター
- 大渡亮 - ギター
- TAKUYA（元JUDY AND MARY） - ギター
- DAITA（元SIAM SHADE） - ギター
- 西川進 - ギター
- ホワイトマン（渡辺裕太） - ギター
- マーティ・フリードマン - ギター
- 清水俊也 - キーボード
- 本間昭光 - キーボード
- Ayasa - ヴァイオリン
- 竹上良成 - サックス
- 竹村直哉 - サックス
- 橋本和也 - サックス
- 村瀬和広 - サックス
- 石井裕太 - サックス＆クラリネット
- 小澤篤士 - トランペット
- 小林太 - トランペット
- 竹内悠馬 - トランペット
- 真砂陽地 - トランペット
- 吉澤達彦 - トランペット
- ルイス・バジェ - トランペット
- 榎本裕介 - トロンボーン
- 鹿討奏 - トロンボーン
- 半田信英 - トロンボーン
- ヒダノ修一 - 和太鼓
- 朝倉真司 - パーカッション
- 福長雅夫 - パーカッション
- 松本智也 - パーカッション
- 若森さちこ - パーカッション
- 加藤いづみ - コーラス
- marron - コーラス
- TeddyLoid - DJ

## ファン

### 特色
「ももいろクローバー」から「ももいろクローバーZ」に改名した2011年ごろから、アイドルに興味のなかった層をファンとして取り込んできたと評価されている。
2019年にLINEが実施した「一番好きなアイドルグループは？」というアンケートで、調査対象の最上位世代となる60代においては男女ともに1位が「ももいろクローバーZ」となり、グループにおける60代ファンの割合は18.9%であった。
特定のファン層を対象としたイベントを行っており、女性ファン限定ライブを日本武道館や大阪城ホールにて、1万人規模で開催したこともある。2015年に開催した親子連れ限定ライブには、下は0歳から上は86歳まで幅広い年齢層の客が来場した。
ライブ会場には、親子連れ専用の「ファミリー席」や授乳所・託児スペースが設けられ、高齢者やビギナーが座って観賞するための「着席指定席」も導入されている。
ももクロファンはモノノフと呼ばれる（“武士”の訓読み）。これは、2010年代前半の「アイドル戦国時代」と言われる状況下で発生した呼び名であり、メンバーやスタッフも使っている。
メンバー間の“競争”よりも“連帯”を重視したグループということもあり、ファンは特定の推しメン（好きなメンバー）を応援する際に、箱推し（グループ全員が好きな状態）を前提とするのが特徴であると、『ももクロの美学』著者である安西信一（元 東京大学准教授）が分析している。
経済産業省情報分析官の境真良は「彼女らのファンであると公言しているので、多少、主観的な表現が多いことはご了解ください」と前置きして、多くのファンにとってメンバーは、「疑似恋愛の対象」というよりも「キャラ性と人間性の魅力に浸り、語り合える対象」になっている、という見解を示している。
数万人規模でのライブ開催時に、ファンによる会場周辺へのゴミの投棄がほとんど無かったことから、開催地の自治体が感謝のコメントを公式サイトに掲載したことがある。

### 各界からの支持
芸能界やスポーツ界にもファンが見受けられ、特にプロ野球では田中将大（読売ジャイアンツ）、石川柊太（千葉ロッテマリーンズ）、佐藤輝明（阪神タイガース）が有名である。グループとしてプロレス・格闘技を意識したパフォーマンスをすることがあり、その方面からの支持も厚い。
学術界では、安西信一（東京大学准教授）や清家竜介（早稲田大学助教）らがファンを表明し、グループを評論した本を執筆し話題となった。片山正通（武蔵野美術大学教授）も同じくファンを公言し、メンバー5人を大学に招いてクリエイティブ・ディレクターの立場から特別講義を行ったことがある。
2016年まで文部科学大臣を務めた馳浩もファンを表明。馳の地元である石川県でライブが行われた際は、自費でチケットを購入し観に行ったというエピソードがある。

### 創作・配布文化
ファンが、メンバー・グループをモチーフにしたイラストや雑貨などのグッズを創作することが非常に盛んである。これらの作品を多量に制作しTwitterなどで告知の上、ライブ会場内外にて配布するファンも多く、運営サイドに著作権上の迷惑がかからないよう無料で行われている。これに対して漫画家の所十三は「かなり珍しい文化だそうです」と、2016年の時点で発信している。

## 活動歴
小目次: 結成・路上での活動（2007〜2008年） - ヤマダ電機ツアー・CDデビュー（2009〜2010年） - 改名・メディア露出の増加（2011〜2013年） - 国立競技場公演・主演映画の公開（2014〜2015年） - ソロ活動やキッズ向け活動の増加（2016〜2017年） - 4人体制への転換・結成10周年（2018〜2019年） - コロナ禍での新たな挑戦（2020年〜2022年） - 結成15周年（2023年〜）

### 結成・路上での活動

#### 2007年
10月に、事務所としては初となる本格的なアイドルグループを作るプロジェクトが始動。芸能3部の中から伊倉愛美・高井つき奈・高城れに・弓川留奈・和川未優の5人が選ばれた（写真撮影がされウェブに掲載されたのみで、表立った活動は行われなかった）。

#### 2008年
メンバーが変更され、3月の時点で伊倉愛美・高井つき奈・高城れに・玉井詩織・百田夏菜子・和川未優の6人となった。その後、百田夏菜子の母の案が採用され、グループ名をももいろクローバーに決定。日本舞踊の経験者である高井つき奈を中心メンバーに据える構想があったことから、「和」のコンセプトでスタートした（特にグループ初期においては、和服・浴衣といった衣装や、楽曲のアレンジとして和楽器が取り入れられることとなった）。
5月17日、川崎アゼリアで開催された『スターダスト芸能3部オーディション』の中で初お披露目となり、メンバー作詞の「あの空へ向かって」を歌唱。この日を公式の結成日とする。
7月から10月にかけて代々木公園の路上で、その後は飯田橋駅ビルの一角でライブやイベントを行った。メンバーの入れ替わりが激しく、柏幸奈・佐々木彩夏・早見あかり・藤白すみれが途中加入し、伊倉・高井・藤白・和川がグループを去った。当初はリーダーを高城が務めていたが、秋ごろに百田へ交代。高城が物事を真面目に考えすぎて余裕がなくなってしまう状態だったため、一歩引いた立場の方が本人の色を出せると運営サイドが判断したことが理由である。

### ヤマダ電機ツアー・CDデビュー

#### 2009年

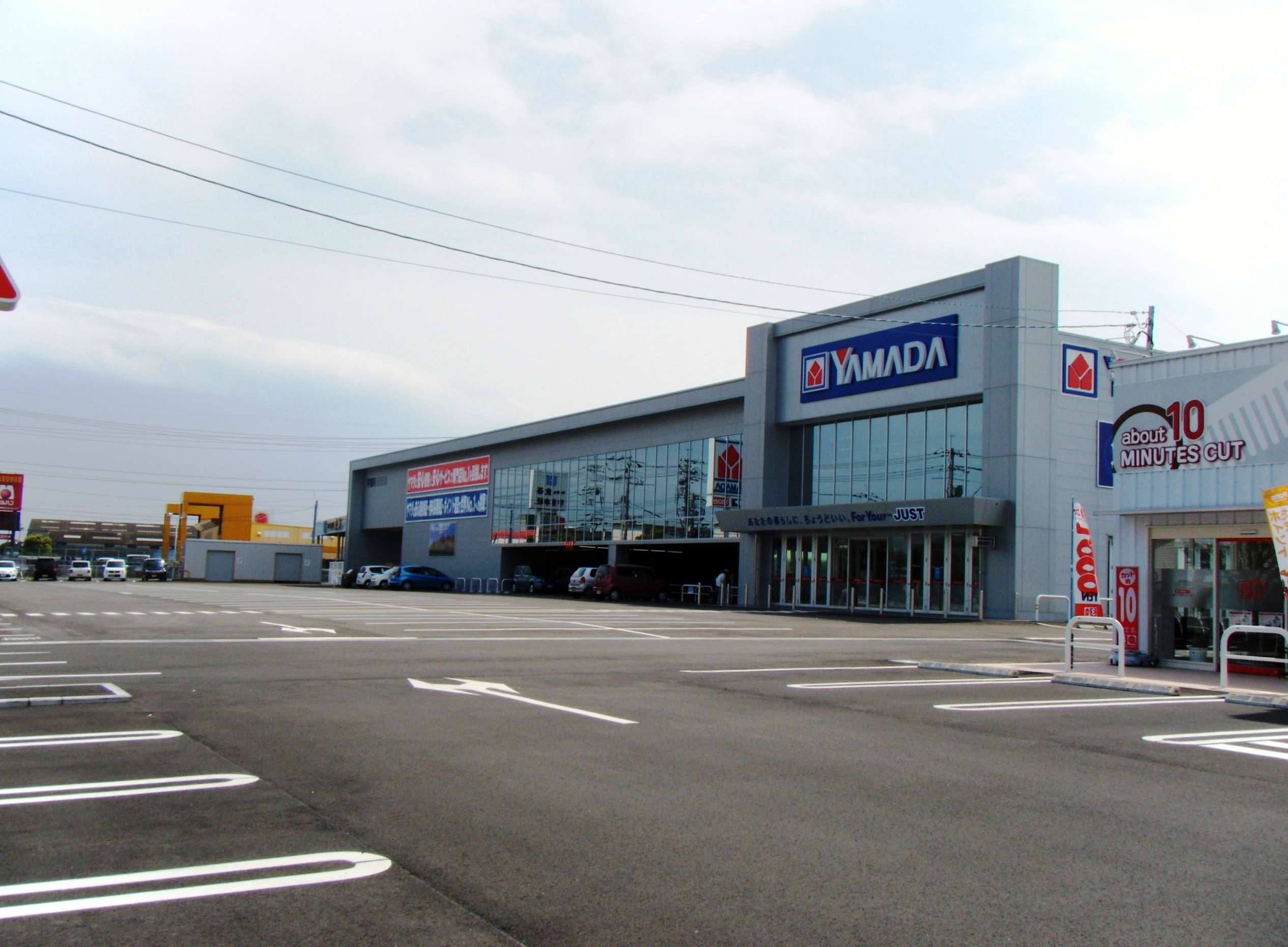
全国ツアーはヤマダ電機の駐車場でも開催。照明設備のないまま日没となり、車のヘッドライトで照らしながらライブを続行したというエピソードもある

インディーズ・デビューシングル『ももいろパンチ』を発売するにあたって、ヤマダ電機の店先を借りる形で、初の全国ツアーを開催。24ヶ所の店舗で104公演の無料ライブを実施し、夏休み期間はワゴンで車中泊をしながら全国を回り、毎日のように行っていた。
パフォーマンス面の向上を目指し、ダンス＆ボーカルグループ経験者の有安杏果を新メンバーとして迎え入れ、インディーズ2ndシングル『未来へススメ!』からは6人組としてメンバーが固まる。客が名前を覚えていなくても識別しやすいようにと、イメージカラーが設定された（百田＝赤・早見＝青・玉井＝黄・佐々木＝ピンク・有安＝緑・高城＝紫）。秋葉原にて開催した5日間の公演は、最終日して初めて172席の会場が埋まった。AKB48の「会いに行けるアイドル」というキャッチコピーに対抗し、「いま、会えるアイドル」を名乗り始めたのもこの頃である。

#### 2010年
ユニバーサルミュージックからメジャー・デビューシングル『行くぜっ!怪盗少女』を発売。ただし、テレビではあまり取り上げられず、出演した歌番組はNHK『MUSIC JAPAN』（アイドル特集の回）だけであった。
ユニバーサルミュージックは、業界の慣例として“3か月に1枚シングルをリリース”“売り上げを最優先”といった方針であったが、事務所側はこれに反発。音楽的な面白さを追求するため、このシングルだけで契約を終了し、自由に楽曲を作りやすい環境にあったキングレコードへと移籍した。以降、同社の宮本純乃介が楽曲制作の指揮をとることになる。

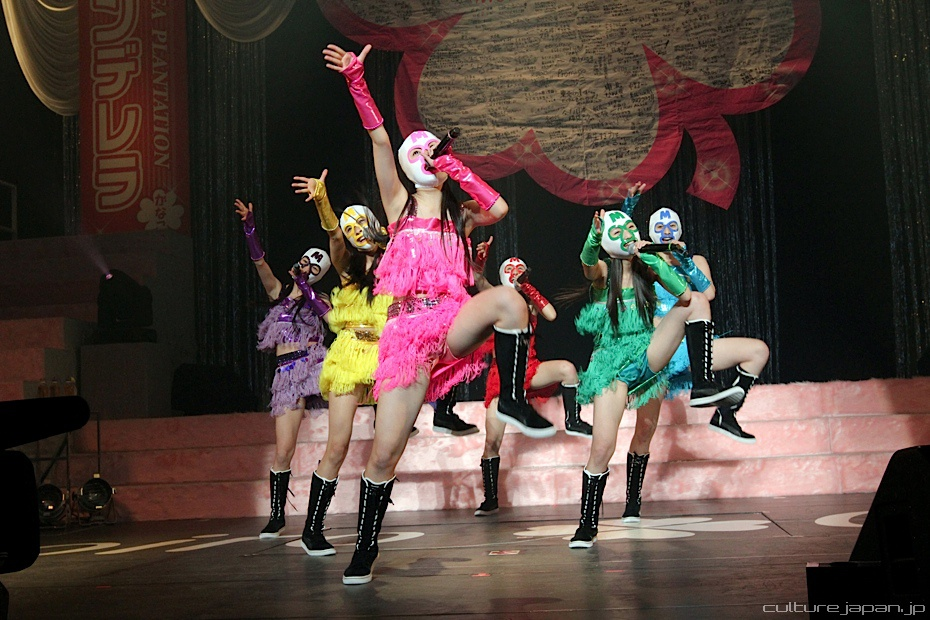
2ndシングル『ピンキージョーンズ』を皮切りに、オルタナティヴ・ミュージックやプログレッシブ・ロックの要素を取り入れた楽曲が増えていった

『TOKYO IDOL FESTIVAL（TIF）』や『アイドルユニットサマーフェスティバル2010』などのアイドルフェスに出演することで、ファンの規模を拡大させた。
年末には初のホールコンサート『ももいろクリスマス in 日本青年館〜脱皮:DAPPI〜』を開催。ここから、数々のバラエティ番組や格闘技イベントを手がけてきた佐々木敦規によるライブ演出が始まり、プロレスで試合前に流される、いわゆる煽りVを模したオープニング映像などを導入。当日は1200席が満席となり、その光景を見たメンバーは次々に涙を流した。

### 改名・メディア露出の増加

#### 2011年
サブリーダーの早見あかりが、4月でグループを脱退することを発表。理由は、ももクロでの自身の存在意義やアイドルとしての適性について悩み続けた末、元々目指していた女優の道に進もうと決意したためであった。
メンバーの精神的な支えでもあり、ライブではMC（進行役）を任されるなど欠かせない存在であったが本人の意志は固く、『4.10中野サンプラザ大会 ももクロ春の一大事』にてグループを脱退した。
心機一転、グループ名を「ももいろクローバー」から「ももいろクローバーZ」へと改名。Zの文字を宙に書いて指を突き出すポーズ（通称 Zポーズ）は、マジンガーZテーマソングの歌い手で知られる水木一郎から直伝されたものである。その際に水木はZの意味として、アルファベットの最後の文字なので“究極”や“無限”を表し、Aに戻ることができるため“初心に帰る”意味もあると本人たちに説明をした。
MC不在の状況を打破すべく、翌日からの一週間は『ももいろクローバーZ 試練の七番勝負』と題して、各界の著名人とのトークライブを毎日開催。
ライブにおいては、Zepp Tokyoで2時間公演を1日3回行い、計64曲をパフォーマンスするなど、気力・体力の限界に挑戦する企画も行っていた。
夏に1stアルバム『バトル アンド ロマンス』をリリース。東京タワー下で行われた発売記念のフリーライブでは、「オレンジノート」の歌唱中に曲が止まってしまったものの、ファンの手拍子と大合唱をバックにアカペラで最後まで歌いきった。
当時のアイドルとしては珍しくロックフェスに出演したり、氣志團などとの対バンを行ったり、いわゆる“他流試合”を重視していた。全日本プロレスに武藤敬司の弟子として登場したり、Animelo Summer Live（アニメソングフェス）やLOUD PARK（メタルフェス）などアイドルファンの少ないイベントにも積極的に参加したことで、従来のアイドルとは異なるファン層を獲得。「モノノフ」という呼称が定着し始めた。
初の男性客／女性客限定ライブ『ももクロ秋の2大祭り「男祭り2011」「女祭り2011」』も実施。『ももいろクリスマス2011』を埼玉スーパーアリーナで開催するまでになった。

#### 2012年
全国のショップ店員による投票で、「心から売りたい」「お客様に絶対聴いてもらいたい」作品を選ぶ第4回CDショップ大賞において、1stアルバム『バトル アンド ロマンス』が大賞に選ばれた。

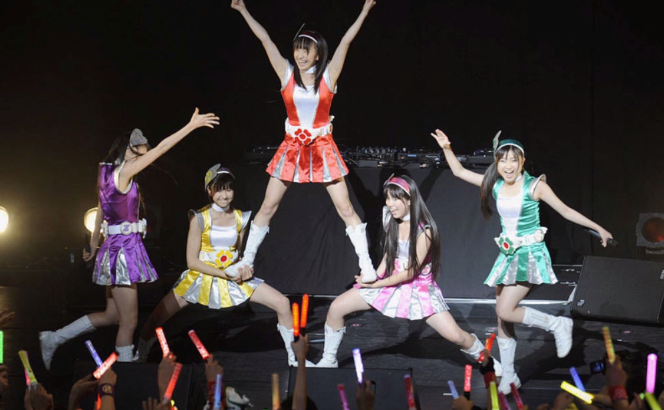
5人体制の象徴となった楽曲「Z伝説 〜終わりなき革命〜」

テレビ出演が増え、4月からはニッポン放送でレギュラーラジオ番組『ももクロくらぶxoxo』が放送開始となった。
新たな挑戦は続き、『ももクロ春の一大事2012 〜横浜アリーナ まさかの2DAYS〜』では両日で全く異なるステージ演出を行ったり、『独占!ももクノ60分』といった変わり種のライブもシリーズ化。初のキッズ向けライブ『ももクロの子供祭りだョ!全員集合』や、初のドーム公演『ももクロ夏のバカ騒ぎ SUMMER DIVE 2012 西武ドーム大会』を開催し、公式ファンクラブも発足した。
一方で、夏に坂崎幸之助（THE ALFEE）が主宰するイベントにてアコースティック楽器とのセッションに挑戦した際、メンバーは大きく音を外すなどして歌いこなすことができなかった。翌日のブログで謝罪の言葉を述べるメンバーもいるほどであったため、後日リベンジの場として、グループ初のアコースティックライブ『ももいろ夜ばなし』を開催。メンバーは周到な準備を重ねた上でフォークソングを中心に歌い切り、成長を見せた。
秋に、デビュー時から目標としていた日本武道館での公演を実現。ももクロ秋の2大祭り「男祭り2012-Dynamism-」「女祭り2012-Girl's Imagination-」として各1万人を動員。布袋寅泰が楽曲提供した『サラバ、愛しき悲しみたちよ』も話題となり、MUSIC STATION（テレビ朝日）に初出演した。
年末に、結成以来の悲願であったNHK紅白歌合戦に初出場。2年前に発売された『行くぜっ!怪盗少女』を、この日初めてゴールデンタイムで歌えることとなり、『サラバ、愛しき悲しみたちよ』を含むメドレーで披露した。

#### 2013年
大きな夢を叶えた直後の元日、メンバーは国立競技場を訪れ、同所でライブを行うことを次の目標として宣言した。
この年には挑戦的なライブが数多く行われる。2ndアルバム『5TH DIMENSION』を発売すると、メンバーが覆面の状態でトークもなしという趣旨のもと『「5TH DIMENSION」ツアー』を開催。仏教の“輪廻転生”の世界観を描いた『「GOUNN」ツアー』も行った。
『ももクロ春の一大事2013 西武ドーム大会』からは、武部聡志の率いる「ダウンタウンももクロバンド」を導入し、これ以降の大規模公演では基本的に生演奏でライブが進行するようになった。
国際的なロックフェス『Ozzfest Japan』への出演も決定。しかし、一部のヘヴィメタルファンからももクロの出演に関して主催者への批判が殺到した。当日、メンバーはあえてアイドル然とした衣装を身にまとってステージに登場。リーダーの百田夏菜子が「見てから決めろー! 今、目の前にいる私たちがアイドルだ! 今、目の前にいる私たちが週末ヒロイン ももいろクローバーZだ!」と叫びライブをスタートさせ、結果として心配されていた混乱も起こらなかった。
夏には、単独の女性アーティストとしては初となる横浜国際総合競技場（日産スタジアム）でのライブを開催し、6万人を動員（ももクロ夏のバカ騒ぎ WORLD SUMMER DIVE）。冠番組『ももクロChan』の地上波放送がスタートするなど、人気が拡大した。
この年からグループと宮城県女川町の交流がスタート。東日本大震災後に設立された臨時災害放送局・女川さいがいFMで、同世代の女子高校生がパーソナリティとして活動していることを高城れにが知り、「行ってみたい」と提案したのがきっかけ。5月15日に初訪問し番組に出演後、女川小学校を訪問しサプライズライブも開催。その後も、継続的に同町を訪問することになる。
迎えた年末、『ももいろクリスマス2013』にて、夢の“国立競技場ライブ”が翌春に実現することが発表され、メンバーはステージで泣き崩れた。

### 国立競技場公演・主演映画の公開

#### 2014年
『ももクロ春の一大事2014 国立競技場大会』を開催。同所でのライブは女性グループ初の快挙となり、2日間で11万人を動員した。掲げていた最大の目標を達成し、その後の展開に注目が集まる中、メンバーは2日目の最後に想いを語った（スピーチ全文は音楽ナタリーの記事を参照）。
その後、所属するキングレコード内でスターチャイルドから新設レーベル・EVIL LINE RECORDSへ移籍。中島みゆきが手がけた『泣いてもいいんだよ』のリリースや、CSでの新番組『坂崎幸之助のももいろフォーク村NEXT』のスタートなど、新機軸を打ち出した。
この年は、「日本一の夏祭りをつくる」をテーマに掲げたライブ『桃神祭』を初開催。エンタテインメントの入場管理で世界初となる「顔認証システム」を導入した。また、レディー・ガガの日本公演にオープニングアクトとして出演したり、警視庁の交番制度創立140周年記念式典では警視総監らの前でパフォーマンスを行った。
翌年公開の青春映画『幕が上がる』の主役にメンバー5人が抜擢され、撮影に先立って、原作者で劇作家の平田オリザによる演劇ワークショップを約25時間に渡って受講。この経験を活かして年末に、ミュージカル仕立てのライブにも挑戦している（ももいろクリスマス2014 さいたまスーパーアリーナ大会 〜Shining Snow Story〜）。
紅白歌合戦への出場も決まっていたが、本番前日に有安杏果がインフルエンザを発症、1人出場辞退となってしまった。最年長の高城れには、ブログで「全員参加で有安を笑顔に」すると表明。有安の着るはずであった緑の衣装を切り分けた布片が、出場する4人のメンバーの衣装に縫い付けられた状態でのパフォーマンスとなった。

#### 2015年

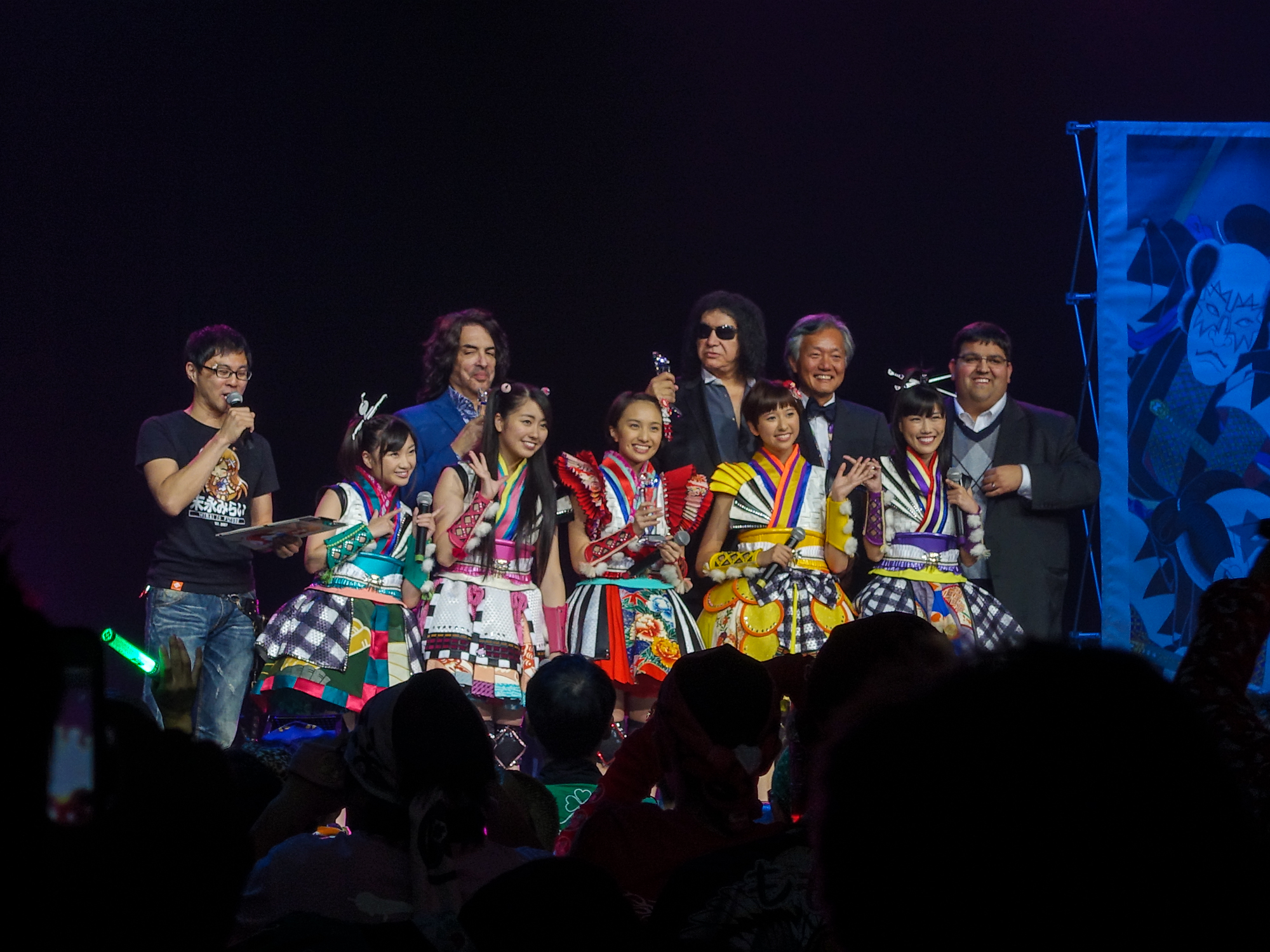
アメリカで開催されたAnime Expoでも、KISSのメンバーと共演

米国ハードロックバンド・KISSとのコラボシングル『夢の浮世に咲いてみな』を発売し、KISSの日本公演にも出演。その後、ロサンゼルスで単独ライブを行い4351人を動員した。
春先に、5人が主役を演じた青春映画『幕が上がる』を公開。主題歌の「青春賦」がヒットし、ゴールドディスク認定となった。舞台化もされると、メンバーにとって初の挑戦であり表現に苦戦する場面もあったが、1か月27回公演を乗り切った。
メディア出演の幅が広がり、以前から親交の深かった笑福亭鶴瓶との共演でテレビ新番組『桃色つるべ〜お次の方どうぞ〜』が、初のFMレギュラー番組として『ももいろクローバーZのSUZUKI ハッピー・クローバー!』が、それぞれスタートした。
メンバー個人の活動も目立ち始め、高城れにがグループ初のソロコンサートを開催。佐々木彩夏は演出担当として、グループ初の親子連れ限定ライブや、月イチでのライブハウス公演『月刊TAKAHASHI』を手がけた。
秋に開催した『男祭り2015 in 太宰府』では、メンバーが太宰府天満宮本殿前の特設ステージで歌唱奉納も行った。しかしこの公演の実施にあたり、思わぬトラブルが起こる。
グループは2011年から女性客限定ライブと男性客限定ライブを交互に開催しているが、今回の『男祭り2015』に対して、「観客が男性限定というのはおかしい」と地元の市民団体から太宰府市に苦情の申し立てがあった。これを受け、太宰府市長が実行委員会に対し性別を限定しないよう要請するなど波紋が広がり、NHKの全国ニュースなどでも取り上げられた。実行委員会はこの件に関して「今回は男性限定という形になったが、ももクロとは複数年にわたり違う試みを企画している」と一部の取材に対して述べ、ライブは予定通り男性客限定で開催された。
その後、グループが結成以来目標にし続け3年連続出場していたNHK紅白歌合戦に落選となった。スポーツニッポンは「今年のももクロが『活躍』や『支持』を欠いたとは言い難い」「ファンには納得のいかない落選になりそうだ」と報じた。グループは公式サイトでファンに向けて「私たちは私たちのやり方で、みなさんと一緒に“私たちの道”を歩き続けます。ど真ん中しか歩きません」と宣言した。女子SPA!の「紅白に出てほしかった歌手アンケート」では2位（1位はきゃりーぱみゅぱみゅ）となった。
逆境に立たされたものの、新たな試みは続いた。軽井沢スノーパークのゲレンデで、氷点下にもなる状況で3日に渡ってライブを開催（ももいろクリスマス2015 〜Beautiful Survivors〜）。大晦日に7時間近くに及ぶカウントダウンライブ『第一回ももいろカウントダウン ～ゆく桃くる桃～「笑顔ある未来」』を行い、歌・お笑い・トークショーなどを詰め込んだ複合型エンターテインメント・ショーを構築した。
年末から年始にかけ、グループ主演映画『幕が上がる』が評価される機会も増え、「第39回日本アカデミー賞 話題賞 俳優部門」「第70回毎日映画コンクール TSUTAYA映画ファン賞」「第40回報知映画賞 特別賞」などを受賞した。

### ソロ活動やキッズ向け活動の増加

#### 2016年
年明けに3rdアルバム『AMARANTHUS』と4thアルバム『白金の夜明け』を同時発売。オリジナルフルアルバムの2作同時リリースという試みであり〝生と死とファンタジー〟をテーマに計20曲もの新曲が含まれた。各アルバムの世界観を再現するため、グループ初となる全国ドームツアー『DOME TREK 2016』も開催し、のべ25万2078人を動員した。
また、同年に発生した熊本地震からの復興を支援するチャリティーライブを、メンバーの発案で実施。被災地となった益城町に、メンバー全員が炊き出しのボランティアとしてお忍びで訪れた、というエピソードもある。
個の活動が目立つようになり、有安杏果と佐々木彩夏が自身初となるソロライブを横浜アリーナで行い、それぞれ1万人以上を動員。

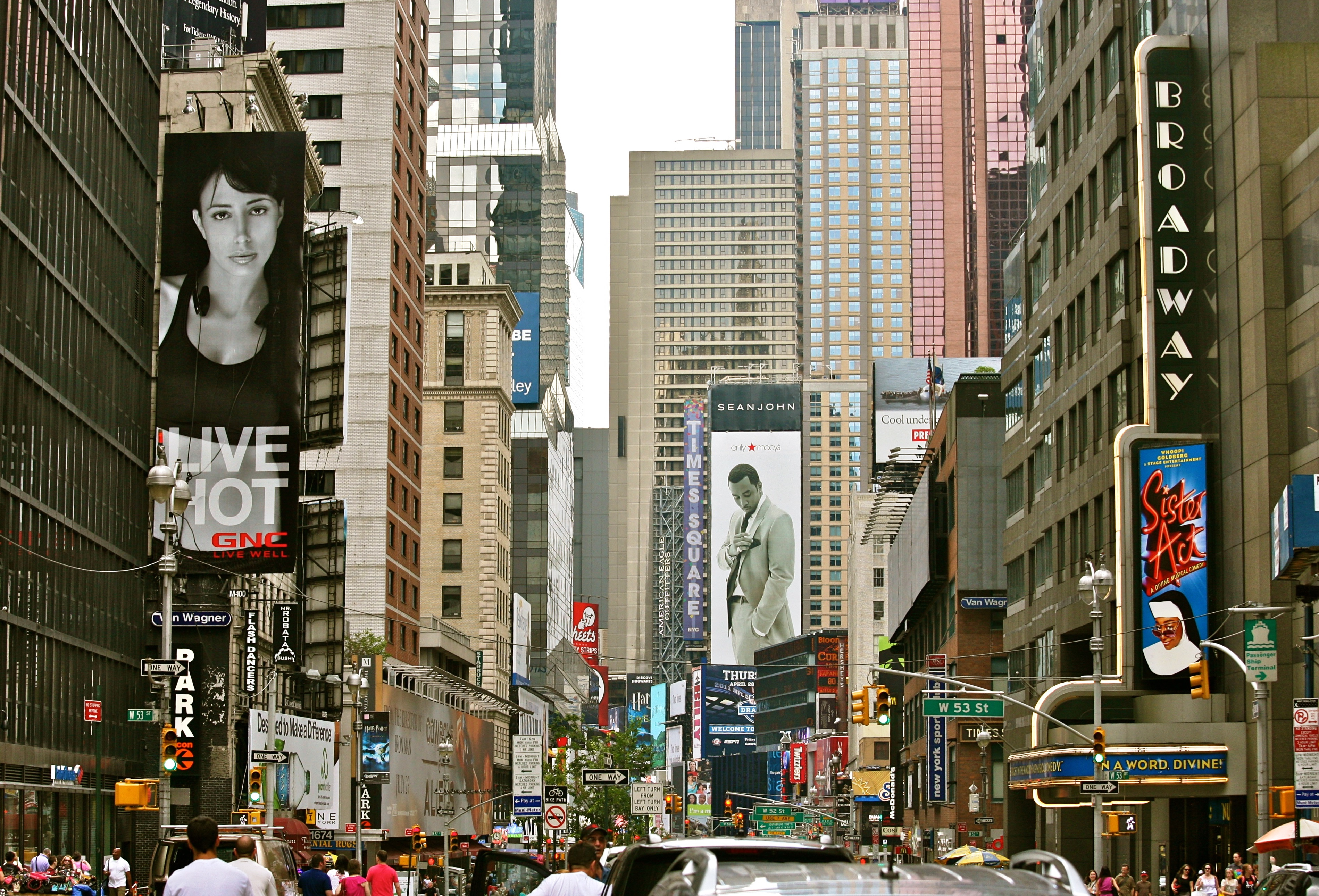
アメリカ横断ツアーの最終公演が行われたニューヨークのブロードウェイ

秋に初の海外ツアー『アメリカ横断ウルトラライブ』を開催（ハワイ→ロサンゼルス→ニューヨーク）。佐々木彩夏が演出を務め、「日本の四季」をテーマに和太鼓や日本舞踊を織り交ぜたものとなった。現地のファンも数多く来場しており、日本語は分からないようだが涙を流す人もいたと、現地でライブを見ていたファンがレポートを残している。
NHK連続テレビ小説『べっぴんさん』のヒロインオーディションをメンバー全員が受け、主演の座は逃したものの、リーダーの百田夏菜子がメインキャストとして出演。高城れにはラジオでの冠番組『高城れにの週末ももクロ☆パンチ!!』をスタートさせ、玉井詩織は『スカパー!音楽祭』など複数のイベントでMCを務めた。
このため、5人がなかなか揃わないという問題が生じることとなった。そのため、一部のメンバーだけでも成立する企画としてトークイベント『ロケハン ～ももクロおおいにかたる～』を定期的に開催。一方で主要なライブはタイトなスケジュールの中でも例年通り行ったため、年間の動員数は63.6万人で女性アーティスト1位となった。
それまでの集大成として、結成から7年間の成長を描いたドキュメンタリー作品『はじめてのももクロ -完全版-』や歴代の全てのミュージック・ビデオを収録した『ももいろクローバーZ MUSIC VIDEO CLIPS』、ウインターベストアルバム『MCZ WINTER SONG COLLECTION』をリリースした。
一方で、パフォーマンスに課題を残すシーンもあった。所属事務所の女性グループ8組が1対1で1曲ずつパフォーマンスを行い、観客の声援の大きさで勝敗を決めるイベントにて、後輩グループのチームしゃちほこに敗北を喫した。リーグ戦形式であったため最終的にももクロの優勝となったが、百田夏菜子は「これからもみんなにいい背中を見せていけるように、しっかりと歩いていけたらと思います」と気を引き締めた。

#### 2017年
『日経エンタテインメント!』が発表する、国内最大規模の人気度調査「タレントパワーランキング」で、ももいろクローバーZは「5年連続で女性アイドルグループのトップ」となった（Perfumeを女性アイドルグループとみなさない場合）。正月三が日のタレント別出演CM本数でも、ももいろクローバーZが1位となった（スズキ「ハスラー」など220本）。
ファン層の拡大とともに、キッズ向けユニット・ももくろちゃんZ名義での活動を開始。知育バラエティ番組『ぐーちょきぱーてぃー』をスタートし、キッズ向けアルバムも2枚リリース。NHK『みんなのうた』に登場したり、八景島シーパラダイスや日本科学未来館でのキッズ向け企画とのコラボを実施したりと、活動の幅を広げた。参加者の年齢を限定するイベントとして『子供祭り』に加え、初となる『学生祭り』『over.40祭り』も行った。

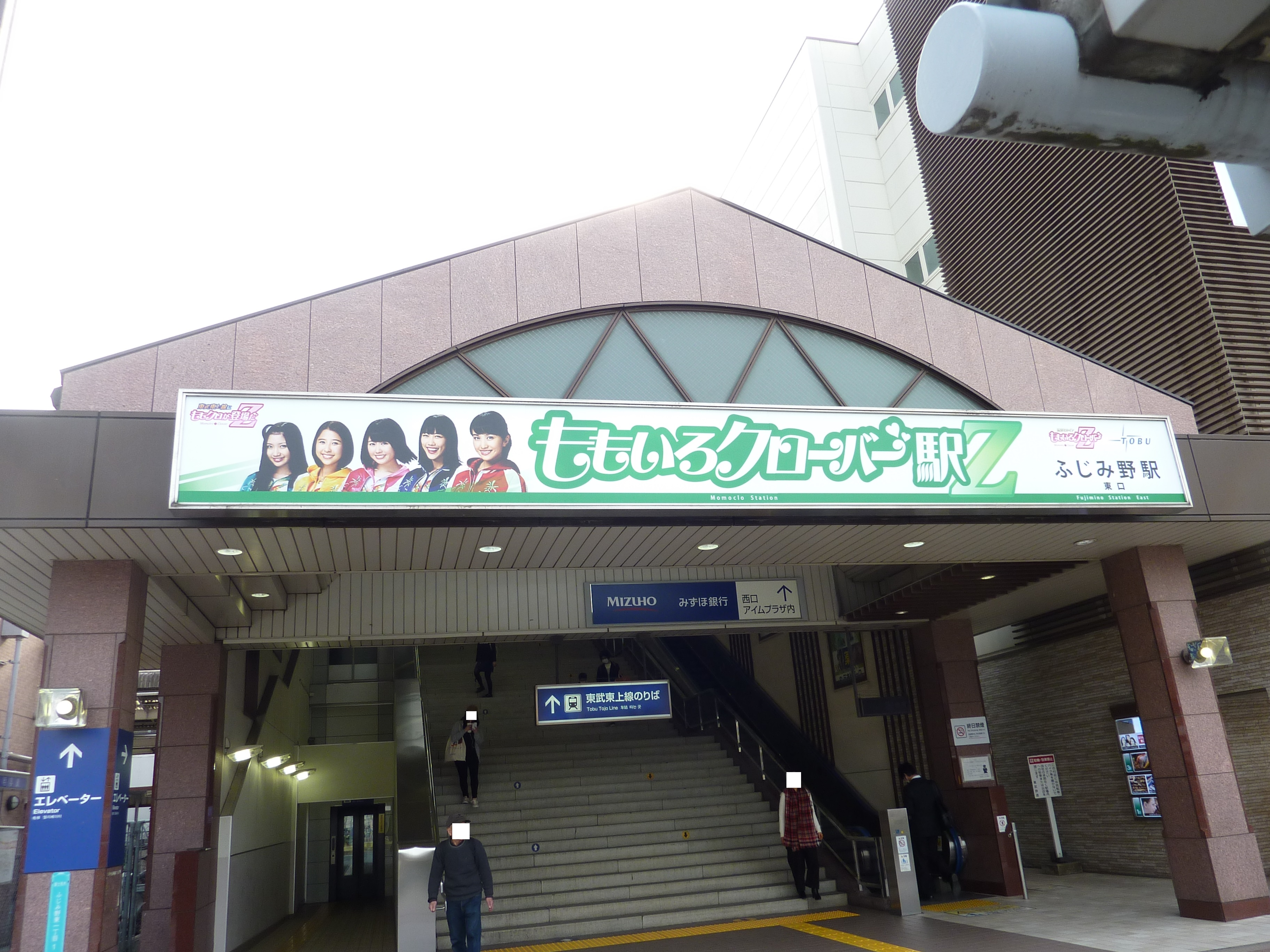
ライブ開催に伴い、期間限定でももいろクローバーZ駅となった東武東上線・ふじみ野駅

春に有安杏果の出身地である埼玉県富士見市からの要請で、『ももクロ春の一大事2017 in 富士見市 〜笑顔のチカラ つなげるオモイ〜』を開催。この年から『春の一大事』は地方公共団体からのオファーを受け付けて会場を選定し、地域を巻き込む形で笑顔をつなげるというイベントとなった。
なお有安杏果は、メンバー初となるソロアルバムをリリースし、東名阪ツアーや日本武道館でのライブも実現した。
夏に“音楽とスポーツの融合”をテーマとしたシングル『BLAST!』をリリースすると、直後のスタジアムライブもそれに連動。オリンピックを意識した演出で『ももクロ夏のバカ騒ぎ2017 -FIVE THE COLOR Road to 2020- 味の素スタジアム大会』として開催した。
秋に、アコースティックライブ『MTV Unplugged』に、日本人の女性アイドルグループとして初めての出演を果たす。
3年連続となった年越しイベント『ゆく桃くる桃』では「第1回 ももいろ歌合戦」を開催。ももクロ軍とゲストの田中将大軍の対戦形式で、大黒摩季・加山雄三・氣志團・水前寺清子・小林幸子・さだまさしら計16組が出場した。
なお、この年から2年間かけて47都道府県を巡る『ももいろクローバーZ ジャパンツアー「青春」』がスタートした。前年に全国各地で開催したトークイベント『ロケハン』の経験も生かし、各地方の特色を踏まえたトークなどを随所に織り交ぜ、ファンとの距離感が近いツアーを展開した。

### 4人体制への転換・結成10周年

#### 2018年
1月15日、有安杏果が、同月21日のライブを最後にグループを卒業し芸能界を離れることを突如発表。本人はブログで「子役時代から22年間やってきた世界から一度距離を置いて、普通の女の子の生活を送りたいという想いが強くなり、わがままを受け入れてもらいました」と説明した。
一部のネットニュースでは他のメンバーとの不仲説も報じられたが、グループに帯同するライターの手記や専門誌の密着取材において、事実と異なるとされている。卒業後に発売の雑誌に、有安と各メンバーが1対1で本音を語り合う対談記事などが掲載され、有安は卒業の理由について以下の様に述べている。
これを「芸能界引退」と報じるメディアも少なくなかったが、本人はインタビューに対して「“引退”っていうよりは、あくまで“卒業”」と述べ、いずれ何らかの表現活動をする可能性に言及した。
1月21日、最後となるライブ『ももいろクローバーZ 2018 OPENING 〜新しい青空へ〜』はインターネットテレビ「AbemaTV」が全編を緊急生中継し、同局音楽部門で史上最多視聴数を記録した。
長年の人間関係を尊重し、メンバーの補充は行わなかった。グループ初期における早見あかり脱退時と同様の判断であったが、結成10周年を目前に控えて持ち歌は約120曲にも積み重なっている状況においては、歌い分けやフォーメーションを全て変更するという、途方もない労力を要することとなった。

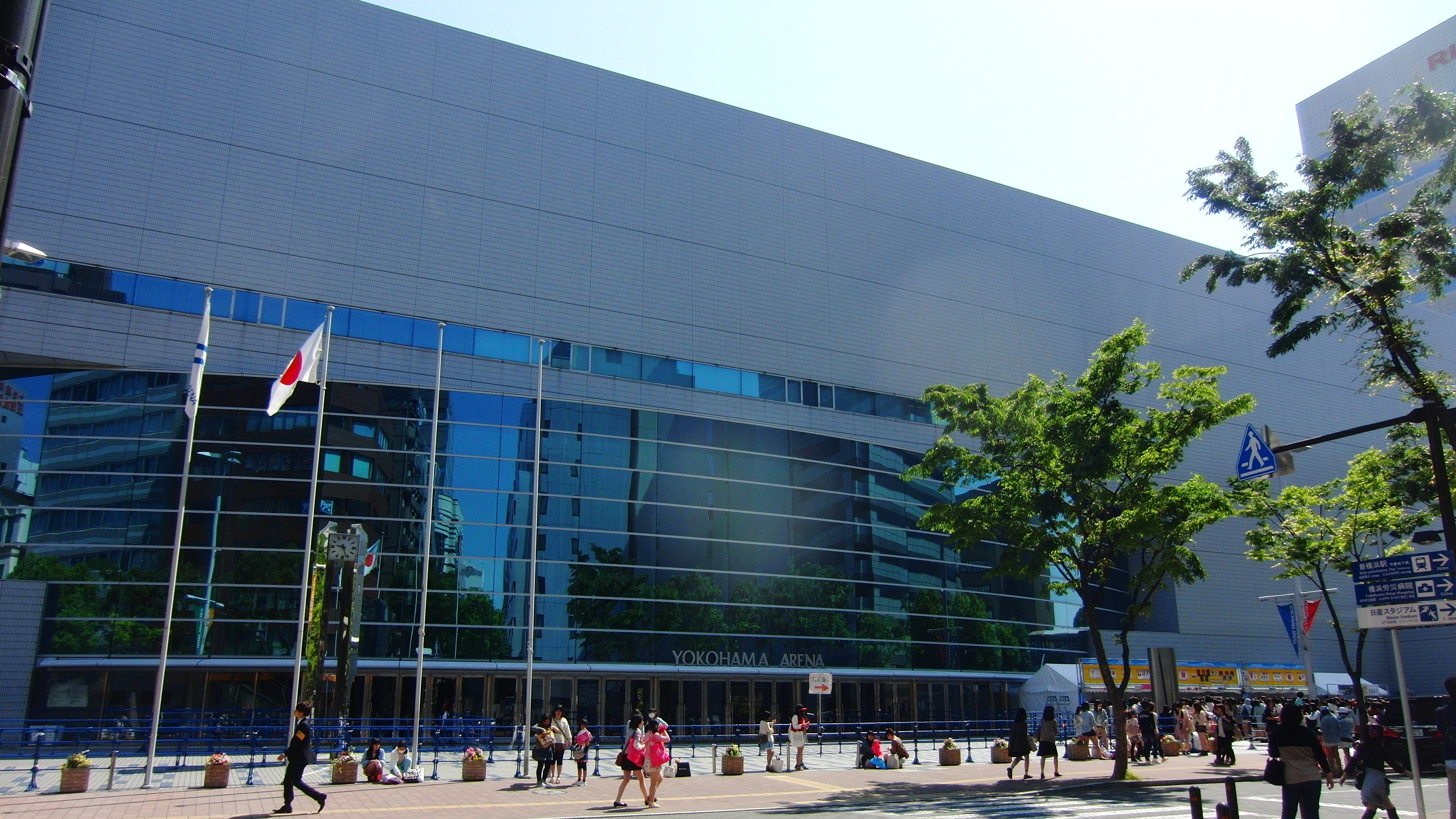
翌月に迫った横浜アリーナ（写真）でのバレンタインイベントは、有安脱退の公表前にチケットが完売。1万人以上が来場することだけは確定している中、4人のレッスン日程が合わせられるのは数日程度しかない状況であった

レッスンでは当初、以前と同じ振り付けで立ち位置だけをずらして踊っていたが、「見られないものではなかったと思うけど、なんか面白くないんじゃないかなって感じた」（玉井詩織）こともあり、メンバーの総意でゼロベースでの振り直しに挑むことに。「もっとレベルアップしたものを見せられるって楽しみが生まれてきた」（百田夏菜子）ことから、いくつかの曲は原形を留めないほどに一新された。グループの代表曲の一つである「行くぜっ!怪盗少女」では、側転にひねりを加えて着地する“ロンダート”などアクロバットのパターンが増え、歌詞にも変更が生じた。
ステージ上でのフォーメーションは人数減をカバーするため、横方向の移動距離を大きくし、各メンバーは定位置の反対側にも動く機会を増やした。また、それまで中央の「0」を基準に「1」「2」「3」と整数で刻んでいた立ち位置を、「0.5」「1」「1.5」と細かく刻むようにして、曲中の動きにバリエーションを持たせられるようにした。
歌い分けの変更も伴う中で、メンバーは計15曲をマスターし、バレンタインイベントで披露した。百田夏菜子は後日インタビューで、「ももクロの曲はメンバー同士で対話みたいに受け渡していく作りになっているから、どのパートを歌うかで呼吸も作り直していくことになる。ダンスと同じように、どこで息継ぎをするとか自分の中で出来上がっているリズムを全部変えるから、なんか生活のルーティンが一変するくらいの感覚」だったと振り返っている。
その後も全国各地での『青春ツアー』や『春の一大事2018』などのライブが待ち受け、3ヶ月で計40曲を刷新し披露。この間に、新レギュラー番組『Musee du ももクロ ～アートの学びをデザインする～』が開始され、日本国外の在住者を対象にした公式ファンクラブ（AE INTERNATIONAL）も発足した。
4月に、新体制では初となるシングル『笑一笑 〜シャオイーシャオ!〜』を発売。前年に引き続き地方自治体とのコラボレーションとして『ももクロ春の一大事2018 in 東近江市 〜笑顔のチカラ つなげるオモイ〜』を滋賀県にて開催。約3万人のファンが小さな街に集結し、観光や飲食などを通じた波及効果も大きかったことから話題となった。
5月に10周年を迎え、初のベストアルバム『桃も十、番茶も出花』をリリース。記念ライブとして『ももいろクローバーZ 10th Anniversary The Diamond Four -in 桃響導夢-』を、グループでは初となる東京ドームにて2日間開催。ファン・スタッフを含めた新体制でのプロジェクト名としてTeam Diamond Four（TDF）を掲げ、2日間を通してバックダンサーを一切起用せず、計8万人を超える観客を相手にパフォーマンスを繰り広げた。

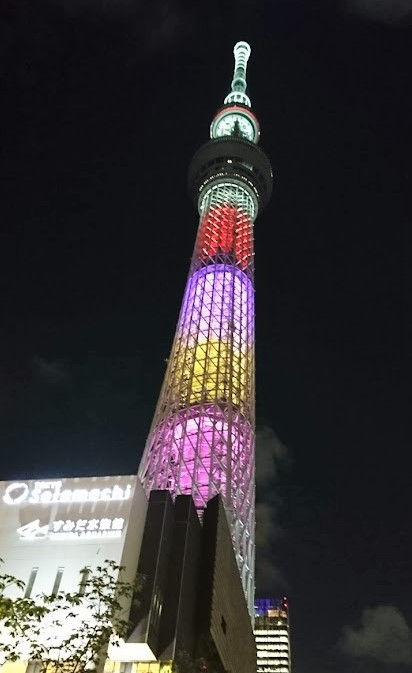
東京スカイツリーとのコラボ企画では、メンバーカラー4色のライトアップを実施

10周年記念のコラボ企画が数多く実施され、東京スカイツリーの展望デッキや全国の百貨店では、グループの歩みを振り返る展示会が開催された。
8月からは、5ヶ月連続配信でシングルをリリース。新しいコンセプトを伴う夏のライブ『MomocloMania2018 -Road to 2020-』を開催し、東京オリンピックを意識したステージを展開した。また、妹分のグループとともに全12組での音楽フェス『夏S』も初開催した。
秋に、グループ初となるミュージカル『ドゥ・ユ・ワナ・ダンス？』に挑み、舞浜アンフィシアターにて、連日約2時間半の公演を2週間にわたり行った。
年末に、総勢35名のストリングスとバンドを従えたライブ『ももいろクリスマス2018 DIAMOND PHILHARMONY -The Real Deal-』を開催し、2年連続となる大晦日の『ももいろ歌合戦』は、新たにBS日テレやニッポン放送でも生放送で中継が行われるまでになった。
この年は、佐々木彩夏と高城れにが前年に続いてソロコンサートを開催。玉井詩織はサーカス集団「サムライ・ロック・オーケストラ」のキャストに抜擢され、百田夏菜子はNHK『プラスティック・スマイル』でドラマ初主演を果たした。グループとしては47都道府県を回る『青春ツアー』を2年かけて完遂し、北海道胆振東部地震の被災地近郊での無料ライブ開催なども行った。

#### 2019年

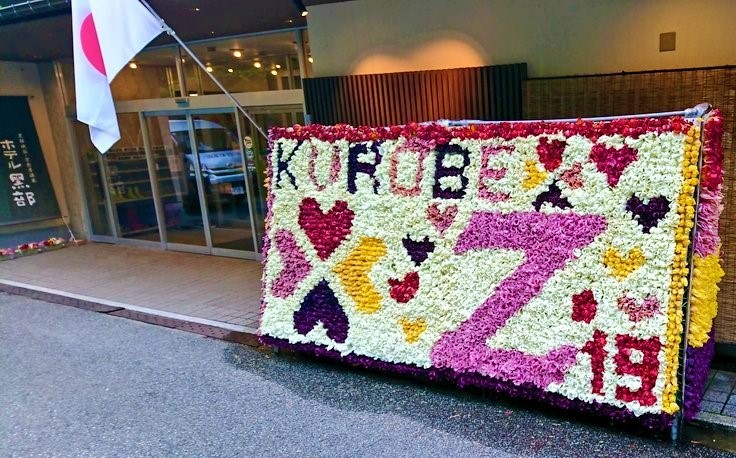
『春の一大事』の'19年開催をフラワーアートで歓迎する地元旅館（ホテル黒部）

恒例の『ももクロ春の一大事』を本年は富山県で開催。6億円超の経済効果があったと地元自治体が発表した。さらに、同ライブ歴代の開催自治体（埼玉県富士見市・滋賀県東近江市・富山県黒部市）が「～笑顔のチカラ つなげるオモイ～ 地域連携協定」を締結するなど、地方創生の実績を積み重ねた。“クローバー”伝来の地として知られる長崎市からは観光アンバサダーに任命され、共同で商品開発を行っている。
ちびまる子ちゃん30周年アンバサダーにも就任し、オープニング主題歌の「おどるポンポコリン」はこの年から、ももいろクローバーZによる歌唱に切り替わった。新番組として『ももクロと行く!』や『松崎しげるとももクロのくろ旅』も放送開始。
結成日の5月17日には、4人体制で初となるオリジナル・アルバム『MOMOIRO CLOVER Z』を発売。人生で起こる様々な感情の起伏を表現した作品となっており、東京キネマ倶楽部でその世界観を再現する“SHOW”を催すなど、新機軸を示した。
夏には、明治時代からの長い歴史を持つ明治座にて、芝居とライブショーの二本立ての構成で『ももクロ一座特別公演』を開催。冬には“昭和歌謡ショー”をテーマに『ももいろクリスマス2019 〜冬空のミラーボール〜』を開催するなど、古き良き時代のエンターテイメントを昇華させる取り組みが目立った。
ソロ活動としては、百田夏菜子がゴールデンタイムのドラマ『約束のステージ 〜時を駆けるふたりの歌〜』に出演し、玉井詩織は自らがMCを務める音楽番組『しおこうじ玉井詩織×坂崎幸之助のお台場フォーク村NEXT』をスタート。高城れにはメンバー初となるソロでのテレビCM出演（軽自動車 スズキ・エブリイ）を果たし、佐々木彩夏は自らがプロデュースしメンバーも務める「浪江女子発組合」の結成や、自らが主宰するアイドルフェス『AYAKARNIVAL（アヤカーニバル）』の企画など多方面で活躍した。
グループとしては台湾と中国にて、初のアジアツアーを開催。また、野外ロックフェス『JAPAN JAM』『ROCK IN JAPAN FESTIVAL』などへの出演に加え、秋には5週連続で、泉谷しげる・氣志團・西川貴教・松崎しげる・南こうせつがそれぞれ主宰する音楽フェスに招聘された。また吉永小百合から声がかかる形で映画『最高の人生の見つけ方』に本人役で出演し、主人公がももクロのライブで共演するというシーンが描かれた。
年末のクリスマス・ライブでリーダーの百田夏菜子は、メイクのスタッフから「今まで色んな景色を見させてくれたので後悔はない」と言われたことに触れ、以下のように新たな目標を語った。

### コロナ禍での新たな挑戦

#### 2020年
新型コロナウイルス感染症の流行を受け、在宅でも楽しめるコンテンツとしてYouTubeにて、Blu-ray/DVD化されているライブ映像をノーカットで生配信。無料視聴が可能であったが、送金アプリと連携させる試みを実施したところ379万7319円の募金を集め、後日メンバーからの寄付を合わせ500万円を日本赤十字社へ贈った。
その後も同様の企画を実施し、東京都開設の「守ろう東京・コロナ対策医療支援寄附金」へ500万円を寄付。グループと縁の深い5つの地方自治体へも計500万円を寄付し、メンバーからの「児童保育の現場で役立ててほしい」という意向に沿って、保育所・放課後児童クラブへの保健衛生用品を購入する事業などに充てられた。
また、医療現場に関する知識を深め、従事者を支援できる方法を模索。「日本医師会なら、いち早く医療現場に気持ちを届けることができるのでは」との助言を受け、同会への寄付を決定した。ただし受付口座がなかったため、新設してもらえるよう請願書を提出した結果、口座開設と500万円の寄付が実現した。なお、3年前にリーダーの百田夏菜子は札幌医科大学での学園祭にて、「人の命を救えるって、私はできない、やりたくてもできないことなので・・・なので逆に、私はそんな命を救う方々の心を救えるようになりたい」と発言していた。
地方自治体とのコラボレーションで毎年実施していた『ももクロ春の一大事』は開催見送りとなったが、地域活性化への貢献など前年までの実績が認められ「第12回観光庁長官表彰」にて特別感謝状が進呈された。
6月には、ウェブ会議ツール「Zoom」を活用した双方向型の無観客ライブを開催。これに先立ち、医療法⼈メファ仁愛会理事長・院長監修の下で作成した独自の「無観客ライブ 感染対策ガイドライン」を、“他のアーティストなどにも活用してもらえれば”との趣旨によりウェブで公開した。

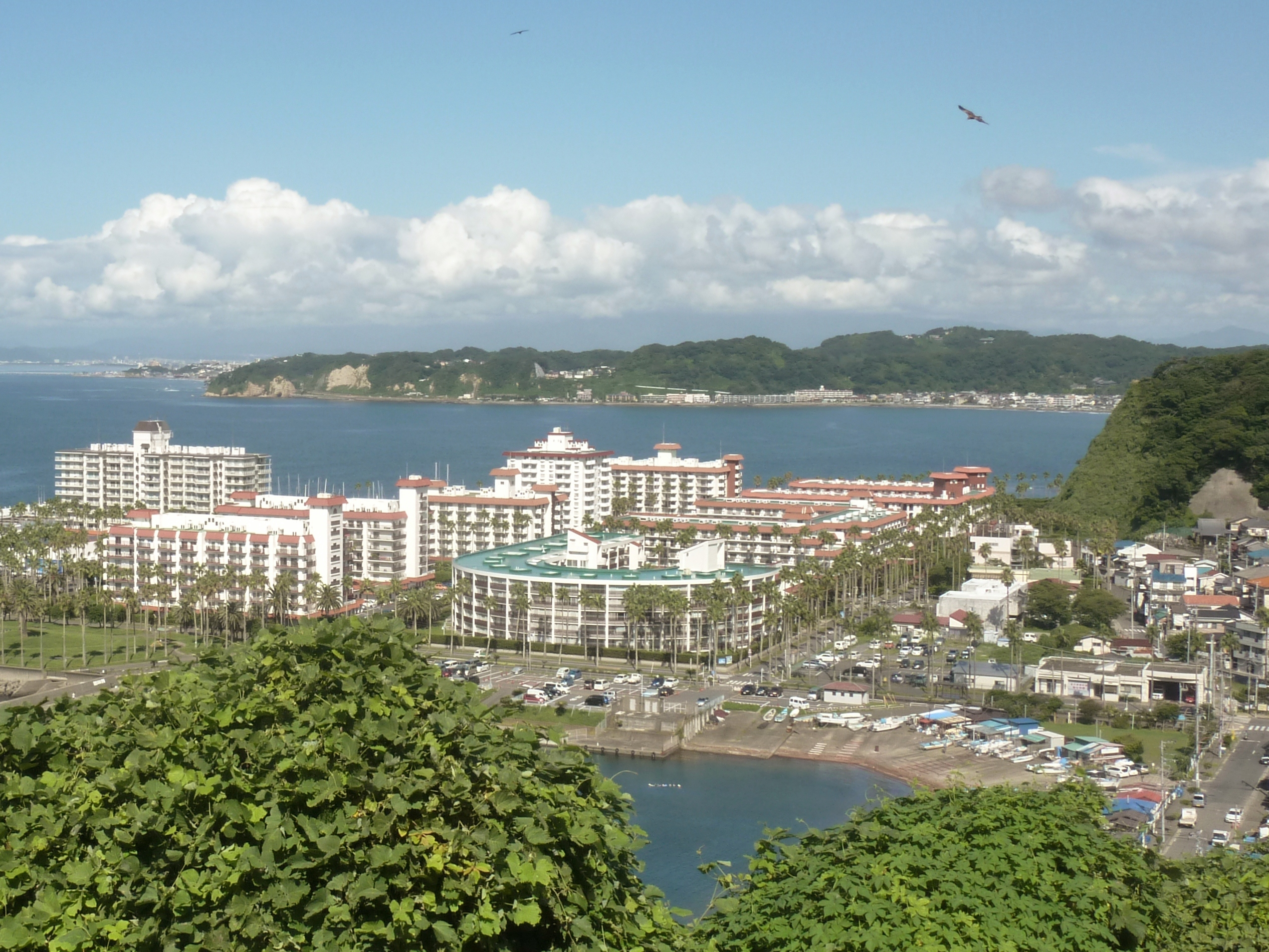
オンラインライブが行われた逗子マリーナおよび隣接する海

8月の大型ライブ『ももクロ夏のバカ騒ぎ2020』も、無観客・生配信でのオンラインライブとなった。約1ヶ月前の時点では埼玉県・メットライフドームに観客を入れる前提で「観客動員ライブ 感染対策ガイドライン」を公表していたが、情勢を踏まえて方針転換となった。神奈川県・湘南のリゾート施設（写真）を貸し切り、海をバックにしたロケーションやプール上のステージ、結婚式場などの施設内部を周遊しながら歌唱。クルーザーに乗って海上から歌を届ける場面もあった。
11月開催のオンラインライブ『PLAY!』では、自分の好きな視点へ画面を切り替えられる「マルチアングル機能」や、ライブ中に視聴者の投票で歌う曲目が決まる「アンケート機能」などを導入し、ミュージックビデオ風の画面演出をリアルタイムで施す試みもなされた。
大晦日には、無観客で第4回ももいろ歌合戦（BS日テレ・ニッポン放送・AbemaTVなど）を主催した。
この年は、結成した2008年以来の“CDリリースなし”となったが、夏に発売した書籍『ももクロゲッタマン体操　パワー炸裂！体幹ダイエット　DVD67分付き』が、有名人による減量成功などで話題となり、10万部を売り上げた。
前年に引き続き、警視庁交通部 交通安全広報大使に着任。日本オリンピック委員会が企画する『がんばれ!ニッポン!全員団結プロジェクト』の、スペシャル応援団員の一組にも選出された。

#### 2021年
田中将大へ贈った歴代応援歌を収録したアルバム『田中将大』を、本人の日本球界復帰と重なるタイミングでリリース。シングル『月色Chainon』は、25年ぶりのセーラームーン新作映画の主題歌としてタイアップされた。
また、9年前に発売した楽曲『ニッポン笑顔百景』はこの年、動画投稿アプリのTikTok上で世界的なヒットとなった（各国のJ-POPチャートで上位にランクインし、オランダ・フィンランド・ギリシャなど19か国では1位を獲得）。同曲は落語をテーマにしたアニメ『じょしらく』の主題歌で、エンディング映像内のダンスをまねて踊ることがトレンドとなり、サッカー選手で元アルゼンチン代表のカルロス・テベスも動画投稿したことが話題となった。
夏には、東京オリンピックの聖火ランナーを、静岡県で百田夏菜子が、神奈川県で玉井詩織・佐々木彩夏・高城れにが三人一組で担当した。また、各メンバーがセルフプロデュースする形で「生誕祭」を初めて開催（オンライン）。
一方で、百田夏菜子と玉井詩織が新型コロナウイルスへの陽性反応により自宅療養となったり、佐々木彩夏が「右末梢性顔面神経麻痺」の診断を受け入院したり、グループでの活動が制約される時期もあった。
新企画としては、“ザ・ドリフターズとももクロが世代（じかん）を超えて交流するトークバラエティ番組”と銘打って『もリフのじかん』をニコニコ生放送にて開始。年末には日本武道館で合同ライブを開催し、歌やコントを観客に届けた。
この年にはトレーディングカードを、最新のデジタル技術であるNFTの形式で発売。2000万円以上を売り上げ、日本のエンターテインメント業界では先駆けとなる取り組みとなった。

#### 2022年

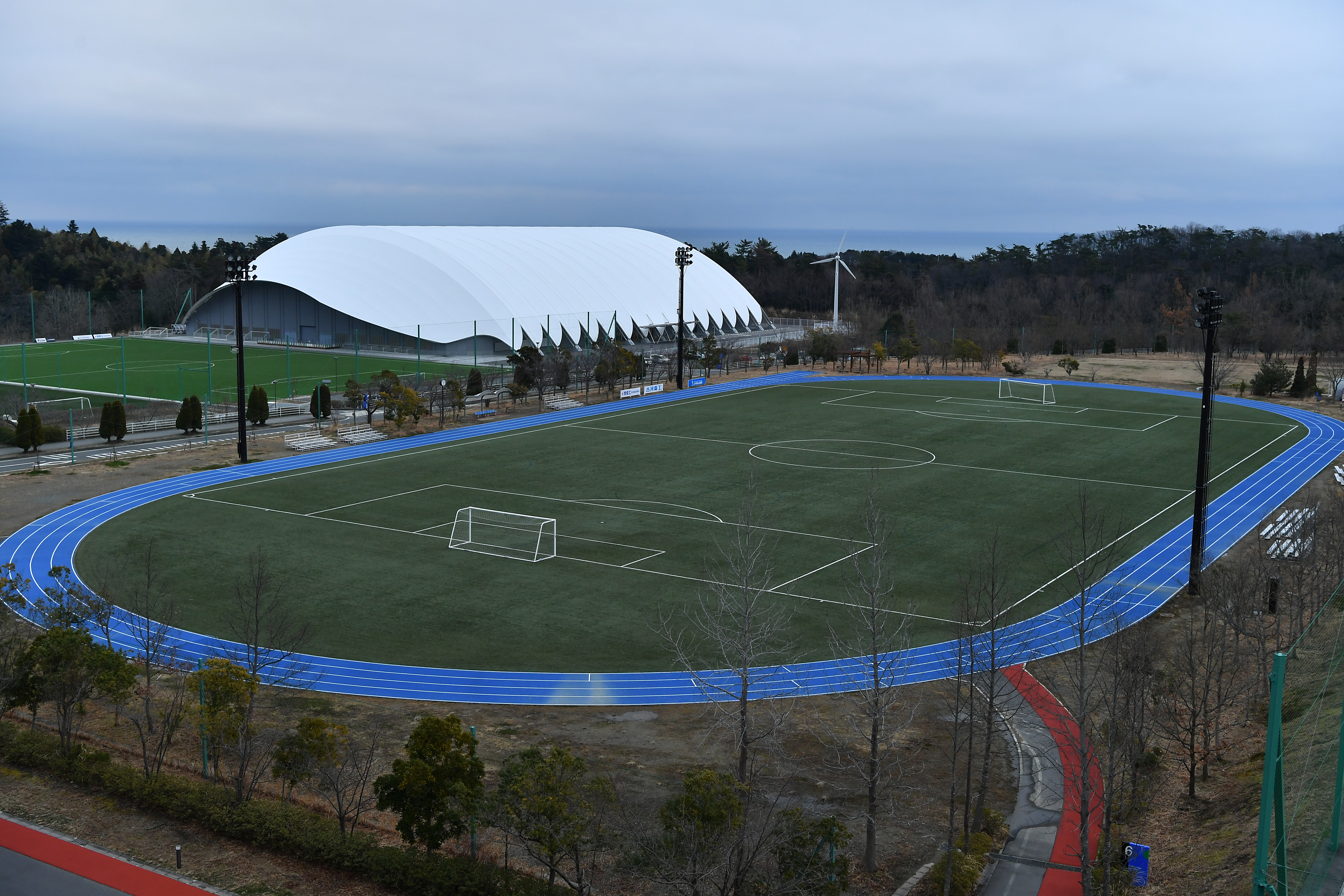
ライブが行われた福島県のJヴィレッジ

2年続けて延期となっていた地域密着型ライブ『ももクロ春の一大事』を、福島県・Jヴィレッジで開催。これに合わせる形で過去の開催地では、沿線の駅（東武東上線 みずほ台駅・鶴瀬駅・ふじみ野駅）において、グループの人気曲が発車メロディに採用された（「行くぜっ！怪盗少女 -ZZ ver.-」「走れ！ -ZZ ver.-」「ニッポン笑顔百景 -ZZ ver.-」「笑一笑 〜シャオイーシャオ!〜」の4曲）。
3年ぶりとなるオリジナルアルバム『祝典』を、グループ結成14周年の記念日となる5月17日に発売し、4年ぶりの全国ツアーも開催。同アルバムに収録の楽曲は、百田夏菜子が連続ドラマ初主演となる『僕の大好きな妻!』（フジテレビ系列）の主題歌に起用された。グループ初期からの夢であった「誰かがドラマの主演をして、自分たちで主題歌を歌う」ことが叶い、メンバーは大喜びだったという。
夏には、ベルーナドーム（西武ドーム）にて開催の『ももクロ夏のバカ騒ぎ2022 -MOMOFEST-』にて、百田夏菜子が作詞・作曲に挑んだ『一味同心』を初披露した。
秋には、同年コラボ企画を開催していたアイドルマスターシンデレラガールズのライブイベントにサプライズゲストとして登場し、コラボ楽曲『Majoram Therapie』を初披露した。
この年は、TBSのドキュメンタリー映画を総括する新ブランド（TBS DOCS）が、『ももいろクローバーZ ～アイドルの向こう側～』を制作。人生観や結婚を含めた将来などについて語られた内容が反響を呼び、映画館での全国公開に至った。

### 結成15周年

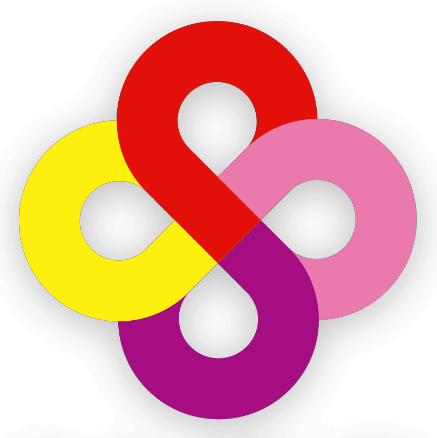
ももクロ15周年を記念して制定されたグループの公式エンブレム　4人のメンバーカラーを反映している

#### 2023年
恒例の『ももクロ春の一大事』を本年は広島県福山市で開催。約7億円の経済効果があったと地元自治体が発表した。
5月には結成15周年記念ライブを、かつて路上ライブをしていた代々木公園のすぐ横に立地する代々木第一体育館にて開催。『代々木無限大記念日』と銘打って、コロナ禍で禁止されていた声援・コールが解禁された。
7月から10月にかけて、15周年ツアー『QUEEN OF STAGE』を全国で開催。
年末には、グループ初となる全編オリジナル楽曲によるミュージカルを、明治座で開催した。

#### 2024年
5月8日に7thアルバム『イドラ』が発売された。
5月17日に結成16周年を迎えた。同5月17日、結成16周年記念のさいたまスーパーアリーナでのファンクラブイベントで、「いっちょ、ギネス世界記録を作るべ!!」と題した第1部で、ペンライトを持ったファンたちと協力して、19分41秒にわたるメキシカンウェーブを実施し、ギネス世界記録に「ライトを使ったメキシカンウェーブの最長時間」として正式に認定された。
8月28日には約3年半ぶりのシングルとなる『レナセールセレナーデ』が発売された。

### 2025年
- 7月23日には23rdシングル「Event Horizon」が発売予定。

## 作品
小目次: Blu-ray/DVD - アルバム - シングル - 参加楽曲

### Blu-ray/DVD
- ミュージックビデオ作品
  - ももいろクローバーZ MUSIC VIDEO CLIPS
──2009年から2016年前半までに公開された作品を収録
  - ももいろクローバーZ MUSIC VIDEO CLIPS Ⅱ
──2016年後半から2023年前半までに公開された作品を収録。ファンクラブ会員限定販売

- ライブ作品
  - ももいろクローバーZ 10th Anniversary The Diamond Four -in 桃響導夢-
──結成10周年を記念した初の東京ドーム公演
  - MomocloMania2018 -Road to 2020-
──音楽とスポーツの融合がテーマ
  - ももいろクリスマス2018 DIAMOND PHILHARMONY -The Real Deal-
──総勢35名のオーケストラとセッション
  - 5th ALBUM『MOMOIRO CLOVER Z』SHOW at 東京キネマ倶楽部
──歌とダンスと表情だけで物語を表現
  - Momoclo Mania2019 -ROAD TO 2020- 史上最大のプレ開会式
──音楽とスポーツの融合がテーマ
  - ももいろクリスマス2019 〜冬空のミラーボール〜
──昭和レトロと現代エンタメの融合がテーマ
  - ももクロ夏のバカ騒ぎ2020 配信先からこんにちは
──湘南のリゾート施設を貸し切ったオンラインライブ
  - PLAY!
──XR技術を用いた視聴者参加型のオンラインライブ
  - ももいろクリスマス2021 ～さいたまスーパーアリーナ大会～
──同会場での“ももクリ”初開催から10年を経たメモリアルライブ
  - MOMOIRO CLOVER Z 6th ALBUM TOUR “祝典”
──4人体制では初となるアルバムツアー
  - ももクロ夏のバカ騒ぎ2022 -MOMOFEST-
──「音楽フェス」をテーマに多様な楽曲アレンジを披露した、3年ぶりの有観客大型ライブ
  - ももいろクリスマス2022 LOVE
──高城れに結婚後初の大型ライブを、「愛」をテーマにさいたまスーパーアリーナで開催
  - 代々木無限大記念日 ももいろクローバーZ 15th Anniversary
──原点の場所である代々木の地（国立代々木競技場 第一体育館）で開催した、3年ぶりに声出し解禁となったライブ

- ドキュメンタリー／映画作品
  - はじめてのももクロ
──踊る大捜査線シリーズの本広克行が監督を務め、グループに興味がない人でも楽しめるように制作された、結成から10年間の青春ドキュメンタリー。YouTubeで ダイジェスト版 が公開されている
  - 幕が上がる
──高校演劇部を題材とした平田オリザのベストセラー青春小説を、本広克行監督のもと、ももいろクローバーZ主演で映画化。日本アカデミー賞・TSUTAYA映画ファン賞・報知映画賞などを受賞
  - ももいろクローバーZ 〜アイドルの向こう側〜
──2022年に制作されたドキュメンタリーで、人生観や結婚を含めた将来などについて語られた内容が反響を呼び、映画館での全国公開に至った。2023年にBlu-rayでリリース
- バラエティ作品
  - ももクロChan〜Momoiro Clover Z Channel〜 シリーズ
  - 桃色つるべ〜お次の方どうぞ〜 シリーズ
  - ぐーちょきぱーてぃー シリーズ
  - ももクロ団
  - ももクロ式見学ガイド もも見!!

### アルバム
- オリジナルアルバム

|   | 年   | タイトル |
| - | ---- | --- |
| 1 | 2011 | バトル アンド ロマンス - CDショップ大賞を受賞（全国の店員が年一度投票、全発売CDから選出） - メジャーデビューからグループ改名直後までの楽曲を網羅 - オリコン週間2位、プラチナディスク認定           |
| 2 | 2013 | 5TH DIMENSION - “5次元への進化”がテーマで、EDM・ヒップホップ・ラテンミュージックなど幅広いジャンルで構成 - オリコン週間1位、プラチナディスク認定 - 「J-POP平成の名盤30」（読売新聞、2018年）に入選 |
| 3 | 2016 | AMARANTHUS - 後掲のアルバム『白金の夜明け』と同時発売 - “起きて見る夢”がテーマで、人が生まれてから死ぬまでを表現した楽曲の並びが特徴 - オリコン週間2位、ゴールドディスク認定                       |
| 4 | 2016 | 白金の夜明け - 前掲のアルバム『AMARANTHUS』と同時発売 - “寝て見る夢”がテーマで、時間軸を超えたパラレルワールドやファンタジーを描く - オリコン週間1位、ゴールドディスク認定                         |
| 5 | 2019 | MOMOIRO CLOVER Z - 全て新曲で構成された4人体制初のオリジナルアルバム - デビューからの11年間と、人生で起こる様々な感情の起伏をショー仕立てで表現 - オリコン週間1位                                  |
| 6 | 2022 | 祝典 - “祝祭”や“儀式”をテーマに据え、コロナ禍を経て皆が前向きな気持ちを抱けるようにと企画 - 現在の環境や幸せを確認し肯定する“ももクロ流の儀式”を描く - オリコン週間1位（デジタル）                 |
| 7 | 2024 | イドラ |

- コンピレーションアルバム

|   | 年   | タイトル                                                                              |
| - | ---- | ------------------------------------------------------------------------------------- |
| 1 | 2013 | 入口のない出口 “ももいろクローバー”時代の楽曲（「あの空へ向かって」など）を中心に収録 |
| 2 | 2016 | MCZ WINTER SONG COLLECTION 歴代のクリスマス限定発売シングルなどを収録                 |
| 3 | 2021 | 田中将大 プロ野球選手の田中将大へ贈った歴代応援歌（登場曲）で構成                     |

- ベストアルバム

|   | 年   | タイトル |
| - | ---- | --- |
| 1 | 2018 | MOMOIRO CLOVER Z BEST ALBUM「桃も十、番茶も出花」 - 歴代すべてのシングルやアルバムリード曲などを収録 - 結成から10年間の青春ドキュメンタリーBlu-ray『はじめてのももクロ』が付属（通常盤を除く） - オリコン週間1位、ゴールドディスク認定 |

- その他のアルバム
  - ももクロ★オールスターズ2012 - メンバーのソロ曲とユニット曲だけで構成
  - ブラバンももいろクローバーZ! 〜BRASS AND ROMANCE〜[193]（2014年） - シエナ・ウインド・オーケストラの演奏によるグループ主要曲のサウンドトラック
  - Re: MOMOIRO CLOVER Z[194]（2015年） - ファン投票により選ばれたグループの楽曲をTeddyLoidがリミックス
  - ZZ’s[195]・ZZ’s II[196] ・ZZ’s III（2020年・2021年、2023年、配信限定） - 歴代の人気曲をZZ ver.（4人バージョン）としてセルフリメイク
  - TDF LIVE BEST[197]（2020年、配信限定） - ファン投票により選ばれたTDF（Team Diamond Four = 4人体制）のLIVEベストアルバム
  - MOMOIRO CLOVER Z 6th ALBUM TOUR “祝典”（Live at 日本武道館 2022.5.15）[198]（2022年、配信限定） -  Apple Musicのみドルビーアトモス（3次元音響技術）対応
  - 代々木無限大記念日（Live at 国立代々木競技場 第一体育館 2023.5.17）（2023年、配信限定）

### シングル
「ももいろクローバーZ」へ改名した2011年頃から、CDへの特典（イベント参加券など）の封入がなくなり、中身はディスクと歌詞カードのみを基本としている。また同時期からは、プログラミング（打ち込み）ではなく生演奏を主体とする楽曲が増えた。

### 参加楽曲
- ヒャダインとももクロのじょーじょーゆーじょー（2012年） - ヒャダイン（前山田健一）の楽曲に参加
- 忘れられぬミュージック（2014年） - ゆず・back number・大原櫻子・松任谷由実とのコラボ曲
- 蒼い星くず feat. ももいろクローバーZ×サイプレス上野とロベルト吉野×Dorian（2017年） - 加山雄三の楽曲に参加
- Vegetable（2018年） - ももくろちゃんZ×ピコ太郎 名義
- COLOR feat.ももいろクローバーZ - 私立恵比寿中学の楽曲に参加
- パーティーは今（2019年） - 特撮×ももいろクローバーZ 名義
- More & More feat. ももいろクローバーZ（2020年） - サイプレス上野とロベルト吉野の楽曲に参加
- 最高な毎日にするために自分からアタックして言葉に気をつけムードよく進めるようしかけは早め全て面白がり答えは追い追いやってくるくるくーるZ!!・・・つまり、答え探しの毎日を! feat. ももいろクローバーZ & のりクロ（2021年） - 木梨憲武の楽曲に参加
- 鉄血†Gravity（2022年） - 西川貴教 featuring ももいろクローバーZ 名義
- One Night Carnival（2022年） - 氣志團のトリビュートアルバム『All Night Carnival』に収録[202]

## 主要なライブ
コンセプトが明確に異なる複数のライブシリーズを展開している。それらのコンセプトを反映した独自のグッズを毎回企画しており、「オフィシャルグッズ大百科」として歴代のラインナップを公開している。
※以下、表中で太字のタイトルは現4人体制でのライブ

### 春の一大事
“メンバーにとっての一大事”としてスタートし、2017年からは自治体と協働で“地方創生”を目指すライブにリニューアル
| 1  | 4.10中野サンプラザ大会 ももクロ春の一大事〜眩しさの中に君がいた〜（2011年） 早見あかりの脱退ライブ                                                                       |
| 2  | ももクロ春の一大事2012 〜横浜アリーナ まさかの2DAYS〜 2日で全く違う内容・ステージ形態に挑戦                                                                              |
| 3  | ももクロ春の一大事2013 西武ドーム大会 〜星を継ぐもも Peach for the Stars〜 バックバンドによる生演奏を導入                                                                |
| 4  | ももクロ春の一大事2014 国立競技場大会 〜NEVER ENDING ADVENTURE 夢の向こうへ〜 女性グループ初となる国立競技場でのライブ                                                   |
| 5  | ももクロ春の一大事2017 in 富士見市 〜笑顔のチカラ つなげるオモイ〜 グループ初となる自治体とのコラボ。場所は有安がPR大使を務める埼玉県富士見市                            |
| 6  | ももクロ春の一大事2018 in 東近江市 〜笑顔のチカラ つなげるオモイ〜 滋賀県東近江市で開催。経済効果は約5億円                                                               |
| 7  | ももクロ春の一大事2019 in 黒部市 〜笑顔のチカラ つなげるオモイ〜 富山県黒部市で開催。経済効果は約6億円                                                                   |
| 8  | ももクロ春の一大事2022 笑顔のチカラ つなげるオモイ in 楢葉・広野・浪江 三町合同大会 当初は2020年の予定だったが、コロナ禍による2度の延期を経て、福島県・Jヴィレッジで開催 |
| 9  | ももクロ春の一大事2023 in 福山市 〜笑顔のチカラ つなげるオモイ〜 広島県福山市で開催。経済効果は約7億円                                                                   |
| 10 | ももクロ春の一大事2024 in 亀岡市〜笑顔のチカラ つなげるオモイ〜 4月13日・14日に亀岡市 亀岡運動公園で開催。経済効果は約8億3900万円。                                      |
| 11 | ももクロ春の一大事2025 in 新発田市 ～笑顔のチカラ つなげるオモイ～ 4月12日に新発田市 五十公野公園で開催。経済効果は約6億4800万円。                                       |

※2017年のリニューアル以降、開催地となった自治体は「～笑顔のチカラ つなげるオモイ～ 地域連携協定」を締結し、本ライブをきっかけとして互いの知名度向上・誘客推進・物産振興などの取り組みを進めている。「第12回観光庁長官表彰」では特別感謝状が進呈された

### 夏の各種ライブ
| 1  | サマーダイブ2011 極楽門からこんにちは 初の大規模な屋外ライブ                                                               |
| 2  | ももクロ夏のバカ騒ぎ SUMMER DIVE 2012 西武ドーム大会 初のドーム公演                                                        |
| 3  | ももクロ夏のバカ騒ぎ WORLD SUMMER DIVE 2013.8.4 日産スタジアム大会 女性グループ初の日産スタジアムでのライブ                |
| 4  | ももクロ夏のバカ騒ぎ2014 日産スタジアム大会〜桃神祭〜 全国から集結したお祭り団体とともに“日本の祭り”を演出                 |
| 5  | 桃神祭2015 エコパスタジアム大会 百田夏菜子の故郷である静岡での凱旋ライブ                                                   |
| 6  | 桃神祭2016 〜鬼ヶ島〜 3年目となる「桃神祭」の集大成                                                                        |
| 7  | ももクロ夏のバカ騒ぎ2017 -FIVE THE COLOR Road to 2020- 味の素スタジアム大会 東京五輪を意識し“音楽とスポーツの融合”がテーマ |
| 8  | MomocloMania2018 -Road to 2020- 同上。X sports（エクストリームスポーツ）とのコラボが中心                                   |
| 9  | MomocloMania2019 -ROAD TO 2020- 史上最大のプレ開会式 同上。日本舞踏・チアリーディング・マーチングバンドと共に応援合戦も    |
| 10 | ももクロ夏のバカ騒ぎ2020 配信先からこんにちは リゾート施設を貸し切った無観客の生配信ライブ                                 |
| 11 | The LIVE ～諦めない夏～ in ABEMA 中止となった『ももクロ夏のパノラマ地獄2021 ～Survive!～』の代替となる生配信ライブ         |
| 12 | ももクロ夏のバカ騒ぎ2022 -MOMOFEST- 3年ぶりの有観客ライブ                                                                  |
| 13 | ハマの夜祭り番長襲名記念 ももクロ夏のバカ騒ぎ2025 in 横浜スタジアム 3年ぶりに開催                                          |

### ももいろクリスマス
1年の活動の集大成を示すライブ
| 1  | ももいろクリスマス in 日本青年館〜脱皮:DAPPI〜（2010年） 初のホールコンサート                                                                       |
| 2  | ももいろクリスマス2011 さいたまスーパーアリーナ大会 初のアリーナコンサート                                                                          |
| 3  | ももいろクリスマス2012 さいたまスーパーアリーナ大会 クリスマスライブでは初の2Days                                                                   |
| 4  | White Hot Blizzard ももいろクリスマス2013 美しき極寒の世界 最低気温4℃の極寒、西武ドームライブ。終盤に国立競技場でのライブが発表された               |
| 5  | ももいろクリスマス2014 さいたまスーパーアリーナ大会 〜Shining Snow Story〜 ミュージカル仕立て。国立競技場での百田のスピーチを受けて“笑顔”がテーマに |
| 6  | ももいろクリスマス2015 〜Beautiful Survivors〜 最低気温マイナス1.4℃でのスキー場ライブ                                                               |
| 7  | ももいろクリスマス2016 〜真冬のサンサンサマータイム〜 場内の温度設定を夏のように高くした、前年とは逆の“常夏”がテーマ                                |
| 8  | ももいろクリスマス2017 〜完全無欠のElectric Wonderland〜 世界的ドラマー・神保彰とセッション                                                         |
| 9  | ももいろクリスマス2018 DIAMOND PHILHARMONY -The Real Deal- 総勢35名のオーケストラと共に音を届けた、平成最後の「ももクリ」                           |
| 10 | ももいろクリスマス2019 〜冬空のミラーボール〜 令和初のクリスマスライブ。テーマは“昭和レトロと現代エンタメの融合”                                    |
| 11 | ももいろクリスマス2021 ～さいたまスーパーアリーナ大会～ 10年前の『ももいろクリスマス2011 さいたまスーパーアリーナ大会』をオマージュした演出         |
| 12 | ももいろクリスマス2022 LOVE 「LOVE」をテーマとし、モノノフへの愛と感謝を届けたクリスマスライブ。                                                    |
| 13 | ももいろクリスマス2023 PLAYERS |
| 14 | ももいろクリスマス2024-HOLY 4D NIGHT- |

### 主なツアー
| 1 | ももいろクローバーZ JAPAN TOUR 2013「5TH DIMENSION」 通例の佐々木敦規以外の人物による演出となった大型ライブ。2ndアルバムの世界観を再現           |
| 2 | ももいろクローバーZ JAPAN TOUR 2013「GOUNN」 “輪廻転生”をコンセプトにシングル「GOUNN」の世界観を再現                                             |
| 3 | MOMOIRO CLOVER Z DOME TREK 2016 “AMARANTHUS/白金の夜明け” 初のドームツアー。曲中にピアノやタップダンスなどソロパフォーマンスを披露               |
| 4 | ももいろクローバーZ ジャパンツアー「青春」（2017 - 2018年） 前年のドームツアーとは逆の規模感で、全国のホールを中心に回る47都道府県ツアー         |
| 5 | MOMOIRO CLOVER Z 6th ALBUM TOUR “祝典”（2022年） 6thアルバム『祝典』の世界観を再現                                                               |
| 6 | MOMOIRO CLOVER Z 15th Anniversary Tour 「QUEEN OF STAGE」 ももクロ初の周年ツアー。梨本威温の演出の元、メンバーがライブをセルフプロデュースした。 |

### ○○祭り
客層を男性・女性・親子連れなどに限定したライブ
| 1  | ももクロ秋の2大祭り「男祭り2011」「女祭り2011」                                        |
| 2  | ももクロ秋の2大祭り「男祭り2012-Dynamism-」「女祭り2012-Girl's Imagination-」          |
| 3  | ももクロの子供祭り2012〜良い子のみんな集まれーっ!〜                                    |
| 4  | ももクロの子供祭り2013〜守れ!みんなの東武動物公園 戦え!ももいろアニマルZ!〜            |
| 5  | 女祭り2014 〜Ristorante da MCZ〜                                                       |
| 6  | 男祭り2015 in 太宰府 太宰府天満宮本殿前の特設ステージも使用                            |
| 7  | ももクロ親子祭り2015 Blu-ray/DVDはリリースされていない                                 |
| 8  | 子供祭り2017 Blu-ray/DVDはリリースされておらず、Huluで独占配信                         |
| 9  | 佐々木彩夏仕切りの女祭り（2018年） ファンクラブ限定。Blu-ray/DVDはリリースされていない |
| 10 | 男祭り2019大阪秋の陣 ファンクラブ限定。Blu-ray/DVDはリリースされていない               |

### 周年ライブ
- ももいろクローバーZ 10th Anniversary The Diamond Four -in 桃響導夢-（2018年）※結成10周年までの時系列については、ももクロ ライブヒストリー! を参照
- ももいろクローバーZ 13周年記念コンサート　〜再び、その先へ〜（2021年）[注 21] - アルバム『祝典』初回限定盤のBlu-rayディスクに収録
- 代々木無限大記念日 ももいろクローバーZ 15th Anniversary（2023年）

### その他のコンセプトライブ
- 独占!ももクノ60分（2011 - 2013・2015年）
- ももいろ夜ばなし（2012・2014年）
- ニッポン放送 ももいろクローバーZ ももクロくらぶxoxo ～バレンタイン DE NIGHT だぁ～Z!（2013年 - ）[注 22]
- ゆく桃くる桃(2015年・ 2016年、現在のももいろ歌合戦)
- ももいろ歌合戦（2017年 - ）
- PLAY! （2020年、生配信ライブ）

## 出演

### 著名な音楽フェス等
- アイドルフェス『TOKYO IDOL FESTIVAL』（2010・2020年）
- メタルフェス『LOUD PARK』（2011年）
- アニメフェス『Animelo Summer Live』（2011・2013 - 2015年）
- さだまさし主宰『The Birthday Party in Masashi Super Arena』（2012年）
- 指原莉乃主宰『第一回ゆび祭り〜アイドル臨時総会〜』（2012年）
- ロックフェス『SUMMER SONIC』（2012 - 2013・2023年）
- 女性アーティストが出演するフェス『GIRLS' FACTORY』（2012 - 2016年）
- 氣志團主宰『氣志團万博』（2012 - 2022年[注 23]）『One Night Festival ～天挑五歌仙大演會～』（2023年[注 24]）
- ハードロックフェス『Ozzfest Japan』（2013年）
- レディー・ガガ日本公演『LADY GAGA'S artRave: The Artpop Ball』（2014年、オープニングアクトとして[209]）
- 南こうせつ主宰『サマーピクニック Love&Peace』（2014年）
- 西川貴教主宰『イナズマロックフェス』（2014 - 2017・2019 - 2023年[注 25]）
- VAMPS/HYDE主宰『HALLOWEEN PARTY』（2014 - 2018年）
- KISS日本公演『The KISS 40th Anniversary World Tour』（2015年、ゲストとして[210]）
- 松崎しげる主宰『黒フェス〜白黒歌合戦〜』（2015 - 2024年）
- 加山雄三主宰『ゴー!ゴー!若大将FESTIVAL』（2016 - 2019年）
- 氣志團・VAMPS・10-FEETのフェス交流戦『ザ グレートロックンロール 関ヶ原』（2017年）
- ロックフェス『ROCK IN JAPAN FESTIVAL』（2017 - 2019・2022 - 2024年）
- アコースティックライブ『MTV Unplugged』（2017年） - 日本人の女性グループとして初の出演[211]
- ロックフェス『JAPAN JAM』（2019・2023年 - 2024年）
- ロックフェス『THE GREAT SATSUMANIAN HESTIVAL』（2019・2022年[注 26]）
- 泉谷しげる主宰『阿蘇ロックフェスティバル』（2019・2021年）『北九州ロックフェスティバル 2022 with SDGs spirits』（2022年）
- 五木ひろし主宰『50th Anniversary ITSUKIフェス』（2021年）
- アイドルフェス『@JAM EXPO』（2021・2023年）
- 木梨憲武主宰『第二回 木梨フェス 大音楽会 ～友人ゲスト選!ヒット曲大感謝祭の会!!～』（2022年[注 27]）

### 警察関連のイベント
警視庁では2016年以降、ももいろクローバーZの夏と冬の大型ライブに、事件・事故の遺児を招待するなどグループとのつながりが深い。2019年に交通安全広報大使（通称：警視庁交通アンゼッター）として任命して以降は、交通安全情報サイト「TOKYO SAFETY ACTION」などでの情報発信を委嘱。
以下は、メンバー全員が出演したイベント等である。
- 警視庁主催「二輪車交通事故防止キャンペーン」（2013年）[215]
- 警視庁「秋の全国交通安全運動」ポスター（2013年）
- 警視庁主催「交番設置140周年イベント」（2014年）
- 「警視庁創立140年記念特別展」応援団（2014年）[216]
- 警視庁主催「危険ドラッグ撲滅都民大会」（2015年）
- 警視庁主催「地域安全TOKYOキャンペーン ～STOP鉄道犯罪～」（2015年）
- 警視庁主催「危険ドラッグ撲滅・暴力団追放豊島区民決起大会」（2016年）
- 東京都世田谷区・区内警察署主催「交通安全宣言都市せたがや 区民のつどい」（2017年）
- 警視庁町田警察署主催「駅・電車内における痴漢・暴力等の犯罪撲滅キャンペーン」（2017年）
- 警視庁「年末地域安全活動」ポスター（2017年）
- 京都府警察・大阪府警察・兵庫県警察「自動車関連犯罪を許さないＺ！」ポスター（2017年）
- 警視庁第3機動隊・玉川警察署主催「テロ対処合同訓練」（2018年）
- 警視庁光が丘警察署主催「交通安全練馬区民のつどい」（2018年）
- 警視庁「秋の全国交通安全運動」ポスター（2019・2020年）
- 警視庁「春の全国交通安全運動」ポスター（2020・2021年）
- 警視庁交通警察 出動式（2020年）
- 警視庁主催「ももクロのドライバーSTOPで事故もSTOP大作戦！」（2020年）[217]
- 警視庁主催「ピーポくんとももクロの交通安全教室」（2021年）[218]
- 警視庁主催「飲酒運転させないTOKYOキャンペーン キックオフイベント」（2022年）

### テレビ
- 現在のレギュラー番組
  - しおこうじ玉井詩織×坂崎幸之助のお台場フォーク村NEXT（フジテレビNEXT、2019年 - ）＊玉井詩織がメインパーソナリティを務め、その他のメンバーが準レギュラー出演[注 28]
  - ももクロちゃんと!（テレビ朝日、2020年 - ）
  - ももいろインフラーZ（TOKYO MX、2022年 - ）
  - おはよう!ももクロChan（BS朝日、2022年 - ）＊2010年に『ももクロChan〜Momoiro Clover Z Channel〜』として、テレ朝動画で有料配信を開始[注 29]
- 過去のレギュラー番組
  - アイドルちん（日本テレビ、2010 - 2011年）
  - ももクロ式見学ガイド もも見!!（テレ朝チャンネル、2011 - 2012年）
  - ももクロ団（TBS、2012年）
  - 青山ワンセグ開発（NHK Eテレ、2012 - 2013年）
  - 松崎しげるとももクロのくろ旅（NHK広島放送局、2019 - 2021年）[221]
  - ももクロと行く! 〜スターダストプロモーションのアイドルたちが日本全国制覇をしちゃう旅〜（BS日テレ、2019 - 2021年）
  - グレートトラバース（NHK BSプレミアム、2015・2016、2018 - 2021年）
  - とびだせ!ぐーちょきぱーてぃー／あそぼう!ぐーちょきぱーてぃー（BS日テレ・ひかりTV、2019 - 2023年）[注 30]
  - 桃色つるべ〜お次の方どうぞ〜（関西テレビ、2015 - 2024年）[注 31]
- 特別番組
  - ももいろ歌合戦（2017年 - 、ニッポン放送・AbemaTV、以下は2022年までBS日テレほか）
- ドラマ
  - クリスマスドラマ 天使とジャンプ（NHK総合、2013年放送・Blu-ray/DVD発売）- カナエ・川添美奈・小野春乃・原江梨子・五十嵐弥生 役
  - 悪夢ちゃん スペシャルドラマ（日本テレビ、2014年放送・Blu-ray/DVD発売）- 百田夏菜子・玉井詩織・佐々木彩夏・有安杏果・高城れに 役
  - 伝七捕物帳 第2話（NHK BSプレミアム、2016年放送）- 鈴・清・初・芳・花 役、主題歌『Hanabi』も担当
  - ナンバMG5 第6話（フジテレビ、2022年放送） - レディース「横浜魔苦須（マックス）」のメンバー 役[222]
  - ほんとにあった怖い話 夏の特別編2022（フジテレビ、2022年放送） - 高城れにの実体験をドラマ化、メンバー全員が本人役[223]
- CM
  - セガ『東京ジョイポリス』（2011年）
  - 味の素『クノール® カップスープ』（2011年）
  - 桃屋（2012年）
  - ロッテ『爽』（2012 - 2013年）『Fit's』（2012年）
  - サントリーフーズ『ペプシブラック』（2012年）『ペプシスペシャル』（2013年）
  - タカラトミー『ファービー』（2012年）
  - ファミリーマート『チキン関連商品』（2012年）『ファミマの夏×ももクロの夏 ラブラブギラギラ 夏祭りキャンペーン』（2013年）
  - スカパー!『スカパー!セレクト5』（2014年）
  - 参天製薬『サンテ×ももクロ ニッポンきたぁ大作戦』（2014年）
  - NHN PlayArt『comico』（2014 - 2015年）
  - 米久『御殿場高原あらびきポーク』（2015 - 2016年）
  - イオンモール（2015年）
  - スズキ『ハスラー』ほか（2015年 - ）
  - 宝くじ『ハロウィンジャンボ宝くじ』（2017年）
  - タマホーム（2018年）
  - フマキラー（2019年 - ）
  - 太田胃散（2019年 - ）
  - バンダイナムコ『アイドルマスター シンデレラガールズ スターライトステージ』（2022年）[224]
  - 楽天トラベル（2022年 - ）[225]

### ラジオ
- 現在のレギュラー番組
  - ももいろクローバーZ ももクロくらぶxoxo（ニッポン放送、2012年 - ）
  - ももいろクローバーZのSUZUKI ハッピー・クローバー!（TOKYO FM、2015年 - ）
  - 高城れにの週末ももクロ☆パンチ!!（文化放送、2016年 - ）＊高城れにがメインパーソナリティを務め、その他のメンバーがゲスト出演
- 過去のレギュラー番組
  - Music Wire 〜ももクロちゃんのLET'S LISTENING TIME!〜（FM FUJI、2010年）
  - ももいろクローバーの毎日ももチャンネル!（超!A&G+、2010年）
  - 週末ヒロインももいろクローバーZの世界のももクロNO.1（STAR digio、2011年）
  - 高城れにのKing of Rock!（Inter FM、2012年）

### インターネット（独自番組）
- - ちょっとバタバタしてまして（サムライちゃんねる、2010 - 2011年）
  - ももクロChan〜Momoiro Clover Z Channel〜（テレ朝動画、2010年 - ）
  - Musée du ももクロ ～アートの学びをデザインする～（テレ朝動画、2018年 - ）[226]
  - ももクロ＆ロバート・キャンベルの「Fの遺伝子」（日本テレビ系動画配信サービス、2018 - 2021年）[227]
  - SOPHISTANCE リモート・トークライブ（ソフィスタンス公式YouTubeチャンネル、2020 - 2021年）
  - 週末ヒロインももいろクローバーZの「自由」presented by SOPHISTANCE（ももいろクローバーZ公式YouTubeチャンネル、2021年 - 2022年、2023年以降は不定期）
  - ももクロと太田胃にゃんのももいろにゃんにゃんクッキング（太田胃散公式YouTubeチャンネル、2021年）[228]
  - もリフのじかん（ニコニコ生放送、2021年 - 2023年）[229]
  - お手伝いももクロトラベル（Paravi、2022年 - 2023年）[230]

### 映画
- シロメ（2010年公開、DVD）
- 市民ポリス69（2011年公開、DVD）
- NINIFUNI（2011年公開、DVD）
- ももドラ momo+dra（2012年公開、Blu-ray/DVD）
- 幕が上がる（2015年公開、Blu-ray/DVD）
- 曇天に笑う（2018年公開、Blu-ray/DVD） - 友情出演
- 最高の人生の見つけ方（2019年公開、Blu-ray/DVD）
- ももいろクローバーZ ～アイドルの向こう側～（2022年公開）

### 舞台
- 幕が上がる（2015年公演、Blu-ray/DVD[231]）
- ドゥ・ユ・ワナ・ダンス？（2018年公演、Blu-ray/DVD[232]）
- ももクロ一座特別公演（明治座）
  - 第1回：座長・佐々木彩夏[233]（2019年公演、Blu-ray[234]）
  - 第2回：座長・玉井詩織[235]（2023年公演)

### NHK紅白歌合戦出場歴
| 年度   | 放送回 | 回 | 曲目                               | 出演順 | 対戦相手  | 備考                                                             |
| ------ | ------ | -- | ---------------------------------- | ------ | --------- | ---------------------------------------------------------------- |
| 2012年 | 第63回 | 初 | ももいろ紅白だZ‼︎                   | 12/26  | 関ジャニ∞ | 後半紅組トップバッター                                           |
| 2013年 | 第64回 | 2  | ももいろ紅白2013だZ‼︎               | 13/24  | EXILE     | 後半紅組トップバッター                                           |
| 2014年 | 第65回 | 3  | My Dear Fellow with Mononofu JAPAN | 15/25  | 関ジャニ∞ | 当時メンバーだった有安杏果はインフルエンザのため出場を辞退した。 |

## コラボレーション
| コラボ先（50音順）                                       | 就任・発売・複数日にわたるイベント開催 |
| -------------------------------------------------------- | --- |
| アイドルマスター シンデレラガールズ スターライトステージ | - 「平日プロデューサー」「応援プロデューサー」就任 - ゲーム内声優出演（本人役 / 2022年4月・11月） - コラボ楽曲「Majoram Therapie」（2022年） |
| アイリスオーヤマ                                         | 収納棚「ももたなこ」（2018年） |
| adidas                                                   | - ももクロ×adidas NEO Label リュック／ジャージ（2015年） - ももクロ×adidas neoリュック2.0（2016年） - ももクロ×adidas スペシャル ボディバッグ（2018年） |
| Anker                                                    | ももクロ×Anker Soundcore3-MCZ Style- SPセット（2021年） |
| ace.                                                     | ももクロ×ACE 他では買えないプレミアムスーツケース（2019年） |
| 近江鉄道                                                 | ももクロヘッドマーク掲出電車の運行（2018年） |
| 太田胃散                                                 | 「太田胃にゃん応援隊」就任（2022年） |
| カラオケ館                                               | 歌唱キャンペーンとコラボドリンク販売（2019年） |
| 警察関連                                                 | ももいろクローバーZ#警察関連のイベントを参照 |
| 黒部峡谷鉄道                                             | ももクロヘッドマーク掲出電車の運行（2019年） |
| 黒部市（富山県）                                         | - 「ももクロ春の一大事2019 ～笑顔のチカラ つなげるオモイ in 黒部市～」開催 - 「ももクロ春の一大事2019 in 黒部市 特別展／聖地巡礼スタンプラリー」開催（2021年） |
| 京阪電車                                                 | ももクロヘッドマーク掲出電車の運行（2022年） |
| 紅茶花伝                                                 | 紅茶花伝×ももいろクローバーZ コラボデザインボトル（2016年） |
| COLD STONE CREAMERY                                      | コールドストーン×ももいろクローバーZ『おどるポンポコリン』コラボアイスクリーム（2019年） |
| 極楽湯                                                   | 「銭湯ヒロインももいろフローバー湯」開催（2022年） |
| 埼玉西武ライオンズ                                       | 「ももクロ・ライオンZ EXPO（ももクロライオンズエキスポ）2020」開催 |
| サンテ（参天製薬）                                       | 「サンテ×ももクロ ニッポンきたぁ↑↑大作戦」展開、「サンテFXネオ／Vプラス ももクロモデル」発売（2014年） |
| サンリオ                                                 | - ももクロ×キキララ ぬいぐるみ／プレート（2012年） - ももクロ×サンリオキャラクター×しまむら トリプルコラボグッズ（2019年） - ももくろちゃんＺ♡ハローキティのぐー？ちょき？パーティー!! コラボグッズ（2021年） - ももくろちゃんＺ×サンリオキャラクターズ コラボグッズ（2022年）   |
| G-SHOCK                                                  | ももクロ×CASIO BABY-G（2015年） |
| JRA                                                      | - コラボサイト「週末競馬 ももいろクロー馬ーZ」（2023年） - コラボ楽曲「OPEN THE GATE」（2023年） |
| JR東日本                                                 | - 中央線快速「集英社 春のももクロまつり」ラッピング電車（2013年） - 「ももくろちゃんZ」と「とれたんず」のコラボシングル『でんでん でんしゃ/こまちっち』（2018年） |
| しまむら                                                 | - 「ファッションヒロイン ももいろしまむらZ」コラボアイテム（2018年） - コラボアイテム第2弾（2019年） - ももクロ×サンリオキャラクター×しまむら トリプルコラボアイテム（2019年）                                                                                                   |
| JAM HOME MADE                                            | ももクロ×ジャムホームメイド オトナももクロウォレット（2019年） |
| ショウワノート                                           | ももニカ学習帳（2019年） |
| スマートニュース                                         | - ももいろクローバーZ×SmartNewsコラボコンテンツ（2016年） - 「ももいろクローバーZ チャンネル」開設（2022年） |
| 3COINS                                                   | 「スリコのヒロイン ももいろコインズZ」コラボアイテム（2018年） |
| SOPHISTANCE（ソフィスタンス）                            | アンバサダー就任（2020年） |
| ソニー                                                   | - スマートウォッチ「ももクロ×wena Momoclock」（2019年） - ウォークマンAシリーズ「MOMOIRO CLOVER Z 10th ANNIVERSARY MODEL -Hi-Res Special Edition-」（2018年） - ワイヤレスヘッドフォン「h.ear on 2 Mini Wireless (WH-H800) MOMOIRO CLOVER Z LIMITED EDITION」（2019年）          |
| 太鼓の達人                                               | ゲーム内コラボ（2013・2014・2021年） |
| ちびまる子ちゃん                                         | - 「アニメ化30周年アンバサダー」就任（2019年） - コールドストーン×ももいろクローバーZ『おどるポンポコリン』コラボアイスクリーム（2019年） |
| TEAC                                                     | ももクロ×ティアック レコードプレーヤー（2016年） |
| Tカード                                                  | Tカード ももいろクローバーZデザイン（2018年） |
| CHUMS                                                    | - ももクロ×CHUMS ふわもこフリース もりもりセット（2019年） - ももクロ×チャムス アルティメットリュック（2021年） |
| 東海道新幹線                                             | 貸切「ももクロ新幹線」運行（2018年） |
| 東京ジョイポリス                                         | 「ももいろ遊宴地 ももクロ IN JOYPOLIS」開催（2019年） |
| 東急ホテルズ                                             | - 「SHIBUYA Momoclo Hotel Z（ももクロホテルズ）」コラボメニュー（2023年） |
| 東京スカイツリー                                         | - 「ソラクロ祭 ももクロ in 東京スカイツリー」開催（2018年） - メンバーカラー4色のライトアップ実施（2018・2019・2022年） |
| 東武鉄道                                                 | - 「ももクロ号（ヘッドマーク掲出電車）」の運行（2018・2022年） - ふじみ野駅東口の駅名看板を「ももいろクローバーZ駅」に、東武動物公園駅西口の駅名看板を「子供祭り駅」に変更（2017年） - ふじみ野駅・みずほ台駅・鶴瀬駅の発車メロディーをももいろクローバーZの楽曲に変更（2022年） |
| 東武動物公園                                             | - 「ももいろクローバーZ“ライブイルミネーション”」「ももいろメロディーツリー」「ミュージックBOX feat. MCZ WINTER SONG COLLECTION」実施（2016年） - 「東武動物公園ウインターイルミネーション2023-2024」にて、コラボイルミネーションを実施 (2023年)                                 |
| 栃木県立佐野高等学校・附属中学校                         | 「佐野高校ももクロプロジェクト」が市と協働で、ももクログッズ展・デジタルスタンプラリー開催（2022年） |
| ドン・キホーテ                                           | ももいろクローバーZ×ドン・キホーテ 神コラボグッズ（2021年） |
| 長崎市                                                   | 「長崎〇〇LOVERS（ナガサキラバーズ）アンバサダー」就任（2019年） |
| ナタリー                                                 | 社歌の作詞（2013年・2022年リニューアル版） |
| ナノブロック                                             | momoblock（2021年） |
| NAVITIME                                                 | ももいろクローバーZ着せ替えデザイン・限定コンテンツ（2019年） |
| ナポリの窯・ストロベリーコーンズ                         | ピザヒロイン ももいろナポ窯＆ストコン ニューアルバム発売記念コラボピザ（2022年） |
| 浪江町（福島県）                                         | - 「浪江女子発組合」結成（2019年） - ももクロ×浪江町 おいしいご飯のお供玉手箱（2019年） - 「ももクロ春の一大事2022 ～笑顔のチカラ つなげるオモイ in 楢葉・広野・浪江 三町合同大会～」開催                                                                                        |
| 西日本鉄道                                               | - 紫駅の駅名看板を「西鉄紫駅だZ」に変更（2015・2016年） - ももクロラッピング電車（2016年） |
| ニッポン放送ショウアップナイター                         | 公式応援団「チームショウアップ」加入（2021年） |
| バーバパパ                                               | ももいろクローバーZ × BARBAPAPAオフィシャルグッズ（2019年） |
| バーミヤン                                               | 「週末レストラン ももいろクローバーミヤンZ」コラボメニュー（2017・2018年） |
| 花キューピット                                           | - 花キューピット×ももいろクローバーZ「天国のでたらめ」オリジナルコラボブーケ（2018年） - 花キューピットがももクロと祝典～お花で祝っちゃお！～キャンペーン（2022年） |
| バンダイ                                                 | - ガシャポン「週末ヒロインだZ！プレート」（2011年）「労働サンタプレート」「ももくろの思ひ出プレート」「モモクロ×キキララプレート」（2012年） - フィギュア「chibi-arts ももいろクローバーZ」（2012年）                                                                            |
| BEAMS                                                    | - ももいろクローバーZ×BEAMS T 第1～5弾（2011～2012年） - 灸場メロ ももいろクローバーZ T-shirt / Long Sleeve T-shirt（2020年） - AKSR T-shirts（2021年） |
| ビオレ                                                   | 「防臭ヒロイン ももいろデオドラントZ」着任、「ビオレ薬用デオドラントZ ももクロコラボパッケージ」発売（2018年） |
| 東近江市（滋賀県）                                       | - 「ももクロ春の一大事2018 in 東近江市 〜笑顔のチカラ つなげるオモイ〜」開催 - 地域振興券「ももクロクーポン券」配布（2020年） |
| ビッグエコー                                             | - 「ももいろクローバーZ 15周年×ビッグエコー35周年キャンペーン」としてコラボルーム設置とコラボドリンク販売（2023年） |
| PINK HOUSE                                               | - 「PINK HOUSE ～flower shower・永遠の少女性～」コラボアイテム（2015年） - 「ブームは違和感から～PINK HOUSE 35th anniversary～」コラボアイテム／ファッションショー（2017年） |
| ファーストキッチン                                       | 「ももいろクローバーガーZ」コラボメニュー（2018年） |
| ファミリーマート                                         | 「ももクロのわがまま弁当」「しおりんのまんぷく弁当」「ももクロ流そうめん」共同開発（2013年） |
| FILA                                                     | ももクロ×FILA おしゃらくルームウェアもりもりセット（2021年） |
| 富士見市（埼玉県）                                       | - 「ももクロ春の一大事2017 in 富士見市 〜笑顔のチカラ つなげるオモイ〜」開催 - 「富士見市PR特別大使」就任（2018・2022年） - 「ももいろクローバーZ×ふわっぴー」LINEクリエイターズスタンプ（2020年）                                                                               |
| フマキラー                                               | - 「ちびっこアスリート応援大使」就任（2019年） - ももクロ×フマキラー『走れ！-PLAY ACTIVE！2022 ver.-』ミュージックビデオ（2022年） |
| PUI PUI モルカー                                         | - 「ももくろちゃんZ」と「PUI PUI モルカー」のコラボシングル『PUI PUIはとまらない』（2023年） |
| プリンスホテル                                           | 「ももプリ2021 ～春は品プリと新横プリでももクロとコラボだZ～」開催 |
| PayPay                                                   | ももいろクローバーZ PayPayコラボきせかえ（2021・2022年） |
| ペプシコーラ                                             | 「PEPSI HEALTHY SUMMERキャンペーン」「ももいろクローバーZero LIVE ～ペプシはトクホもZeroカロリーなんだZ！～」開催（2014年） |
| Pontaカード                                              | - ももいろクローバーZ × おさいふPonta（2017年） - ももいろクローバーZ × Pontaカード（2018年） |
| 桃太郎電鉄 〜昭和 平成 令和も定番!〜                     | ゲーム内コラボ「桃鉄GP 2021冬 ももクロ×サンタ杯 ももクロがサンタを連れてやってくる！」「ももクロ桃鉄」モード（2021年） |
| 横浜中華街                                               | 「桃色全席スタンプラリー at ChinaTown」開催（2022年） |
| 横浜・八景島シーパラダイス                               | 「ももくろちゃんZ ぐーちょきSEAぱーてぃー ～うみのどうぶつたちもやっぱノリノリー！～」開催（2017年） |
| 読売ジャイアンツ                                         | 「ももクロナイター」開催（2018年） |
| LINE ポコポコ                                            | 「ももくろちゃんＺ」とゲーム内コラボ（2018年） |
| ラウンドワン                                             | ボウリングのモニター画面演出・コラボドリンク販売（2021年）」 |
| Reebok                                                   | ももクロ×Reebok CLASSIC スペシャルスニーカー（2018年） |
| ローソン                                                 | - ももくろちゃんZ × HAPPY LAWSON 山下公園店コラボ（2017年） - ももいろクローバーZくじ（2017・2018年） - ももいろクローバーZ10周年×ローソン コラボアイテム（2018年） |
| ロッテ                                                   | - ポップンバブル〈ももクロ〉赤・白・アソートボトル（2013年） - ももクロマンチョコ（2013年） - ARアプリ「爽快！ももクロフタの上ツアー」（2013年） |

※アーティストとのコラボレーションは#参加楽曲を参照。その他の細々としたコラボレーションについては「ももクロ×コラボ特設サイト」を参照

## 備考
- スターダストプロモーションの3B juniorという部門から誕生し、現在ではSTAR PLANET（通称:スタプラ）という部門に属している。同じくスタプラに属する妹分グループ（私立恵比寿中学や超ときめき♡宣伝部など）に加えて、弟分としてDISH//や超特急などの男性グループが所属するEBiDANというプロジェクトもある。
- ファンクラブの名称である“ANGEL EYES”は、2000年ごろに事務所が行っていた若手育成プロジェクトの名前に由来する。レッスン生たちに歌や踊りを披露する場を設ける意図があり、スターダストプロモーションにおけるアイドル育成の原点と言える。

### 主なスタッフ
- 藤下リョウジ（藤下良司）（スターダストプロモーション取締役副社長） - 妹分グループ・私立恵比寿中学の「理事長」としても知られる。従兄弟はTHE ALFEEの坂崎幸之助。
- 川上アキラ （スターダストプロモーション執行役員） - 結成以来マネージャーながら、運営面での最高責任者の役割を果たしてきた。2015年春の異動で正式にプロデューサーの肩書きとなったが、マネージャーも兼任。2022年秋からはSTARDUST PLANET（現 STAR PLANET）全体に携わる比重が大きくなった。「週末ヒロイン」というキャッチコピーの発案者[243]。
- 佐々木敦規（FILM Design Works） - 主要なライブの総合演出を担当。ライブBlu-ray/DVDや『ももクロChan〜Momoiro Clover Z Channel〜』の演出も行う。
- 宮本純乃介（キングレコード） - グループが所属するレーベル「EVIL LINE RECORDS」の最高責任者であり、A&Rチーフディレクターとして楽曲製作を指揮する[244]。改名後のグループ名、ももいろクローバーZの発案者[245]。
- 石川ゆみ（スターダストプロモーション） - 振付師で、結成時からグループの曲すべてを担当（2018年からは別の振付師も加わった）。
- 岡田実音 - ボイストレーナーの1人。
- 佐藤守道（スターダスト音楽出版） - 音楽の方向性を司るA&R担当。かつてHMV渋谷店の副店長をしており、当時無名だったももクロの特集コーナーを設けた縁もあり、店舗閉店にともない事務所にスカウトされた。
- 古屋智美（スターダストプロモーション） - マネージャーであり、川上アキラとともに結成時から現場の運営にあたってきたが、2023年8月22日に癌により亡くなったことが逝去1ヶ月後の2023年9月22日に公表された[246][注 34][247]。

### マスコットキャラクター
- ももたん - 桃の形をしていて、目がク、口がろの字
- ももりこぶた - ブタのぬいぐるみ。Twitterにて同名のアカウントで情報発信していた（2022年まで）。名前の由来はぬいぐるみの“中の人”であった大森亜希（スターダストプロモーション）とももクロ、イベリコ豚の掛け合わせ

### グループ内ユニット
- ももたまい（百田夏菜子＋玉井詩織）

持ち歌は「シングルベッドはせまいのです」「Ring the Bell」など。グループの中でも特に親密な仲であることから、2人が結婚するというシチュエーションで『ももたまい婚（コン）』というタイトルのコンサートも行ったことがある。
- あやたか（佐々木彩夏＋高城れに）
- あやかなこ（佐々木彩夏＋百田夏菜子）
- た行（高城れに＋玉井詩織）
- ももたかぎ（百田夏菜子＋高城れに）
- りんりん（佐々木彩夏＋玉井詩織）